# Werkverzeichnis von Edward Hopper
Werkverzeichnis des US-amerikanischen Malers Edward Hopper.
Sein Werk lässt sich aufgrund seiner Arbeitsweisen in folgende Perioden teilen:
- 1893 bis 1901
- 1902 bis etwa 1922
- 1923 bis etwa 1930
- 1931 bis 1950
- 1951 bis 1967

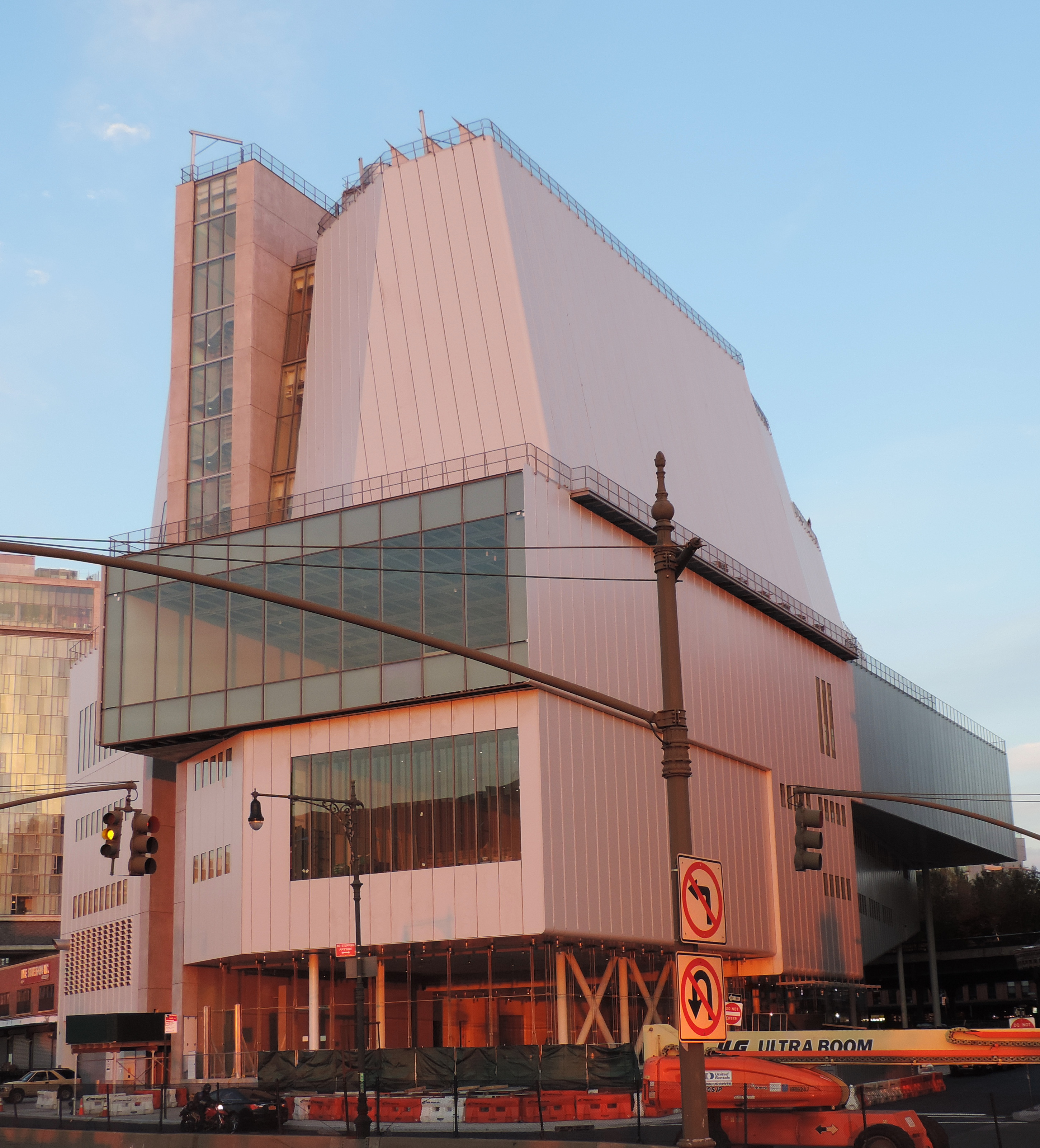
Whitney Museum

Alle bekannten Aquarelle und Ölgemälde in chronologischer Reihenfolge (724). Sie folgen innerhalb der Jahre dem Werkverzeichnis der früheren Kuratorin am Whitney Museum of American Art Prof. Gail Levin, City University (CUNY) in New York City, die als Expertin für das Werk Hoppers anerkannt ist. Die Angaben schließen die verwendeten Materialien (W = Watercolor/Aquarell, O = Ölgemälde) und den gegenwärtigen Ausstellungsort mit Verzeichnisnummer des Museums ein. Die Werke im Bestand des Whitney-Museums, dessen Inventarnummern mit „70.“ anfangen (326 von insgesamt 341), stammen aus dem Nachlass (Bequest) von Edward Hoppers Witwe, Josephine N. Hopper.
(Vom Gesamtwerk gelten 21 Gemälde als verschollen.)
| Inhaltsverzeichnis |
| --- |
| 1893–1901: 1893 · 1894 · 1895 · 1896 · 1897 · 1898 · 1899 · 1900 · 1901                                                                              |
| 1902–1922: 1902 · 1903 · 1904 · 1905 · 1906 · 1907 · 1908 · 1909 · 1910 · 1911 · 1912 · 1913 · 1914 · 1915 · 1916 · 1918 · 1919 · 1920 · 1921        |
| 1923–1930: 1923 · 1924 · 1925 · 1926 · 1927 · 1928 · 1929 · 1930                                                                                     |
| 1931–1950: 1931 · 1932 · 1933 · 1934 · 1935 · 1936 · 1937 · 1938 · 1939 · 1940 · 1941 · 1942 · 1943 · 1944 · 1945 · 1946 · 1947 · 1948 · 1949 · 1950 |
| 1951–1965: 1951 · 1952 · 1953 · 1954 · 1955 · 1956 · 1957 · 1958 · 1959 · 1960 · 1961 · 1962 · 1963 · 1965                                           |

## Werkverzeichnis
| Jahr         | Titel                                                                                              | Werkverz.- Nr. | Technik                                        | Standort                                                                            | Stadt                      | Inventar- nummer           | Format [cm]    |
| ------------ | -------------------------------------------------------------------------------------------------- | -------------- | ---------------------------------------------- | ----------------------------------------------------------------------------------- | -------------------------- | -------------------------- | -------------- |
| undatiert    | Boy and Moon                                                                                       |                | Aquarell und Tusche auf Papier                 | Whitney Museum of American Art                                                      | New York                   | 70.1349                    |                |
| 1893         | The Race                                                                                           | W-001          | Bleistift und Aquarell auf Papier              | Whitney Museum of American Art                                                      | New York                   | 70.1561.85 recto           |                |
| 1893         | Holly                                                                                              | W-002          | Bleistift auf Papier                           | Whitney Museum of American Art                                                      | New York                   | 70.1561.85 verso           |                |
| 1894         | Soldier with Sword                                                                                 | W-003          | Bleistift und Aquarell auf Papier              | Whitney Museum of American Art                                                      | New York                   | 70.1561.47                 |                |
| 1895         | Rowboat in Rocky Cove                                                                              | O-001          | Öl auf Leinwand                                | Sammlung von Dr. Robert C. Atkins                                                   |                            |                            |                |
| 1895         | Sinking Ship                                                                                       | W-004          | Bleistift und Aquarell auf Papier              | Whitney Museum of American Art                                                      | New York                   | 70.1561.88                 |                |
| 1895         | Sailboats                                                                                          | W-005          | Bleistift und Aquarell auf Papier              | Whitney Museum of American Art                                                      | New York                   | 70.1561.16                 |                |
| 1896         | Soldiers in Woods                                                                                  | W-006          | Aquarell und Tinte auf Papier                  | Whitney Museum of American Art                                                      | New York                   | 70.1561.86                 |                |
| 1896         | Trees                                                                                              | W-007          | Aquarell auf Papier                            | Whitney Museum of American Art                                                      | New York                   | 70.1561.84                 |                |
| 1896         | The Lion at Play                                                                                   | W-008          | Aquarell auf Papier                            | Whitney Museum of American Art                                                      | New York                   | 70.1558.72                 |                |
| 1897         | Old Ice Pond at Nyack                                                                              | O-002          | Öl auf Leinwand                                | Sammlung von Rev. Arthayer R. Sanborn                                               |                            |                            |                |
| 1897         | Church and Landscape                                                                               | O-003          | Öl auf Leinwand                                | Sammlung von Ruth C. Sanborn                                                        |                            |                            |                |
| 1897         | Country Road                                                                                       | O-004          | Öl auf Leinwand                                | Kennedy Galleries, Inc.                                                             | New York                   |                            |                |
| 1897         | A Dutch Fisherman                                                                                  | W-009          | Bleistift, Tinte und Aquarell auf Karton       | Whitney Museum of American Art                                                      | New York                   | 70.1558.45                 |                |
| 1898         | Ships                                                                                              | O-005          | Öl auf Leinwand                                | Brevard Art Center and Museum                                                       | Melbourne, Florida         |                            |                |
| 1899         | Sailboat                                                                                           | W-010          | Aquarell auf Papier                            | Sammlung von Mr. and Mrs. Colombatto                                                |                            |                            |                |
| 1899         | Harbor Scene, Yacht Racing                                                                         | W-011          | Aquarell auf Papier                            | Privatsammlung                                                                      |                            |                            |                |
| 1899         | Soldier with Drawn Pistol                                                                          | W-012          | Aquarell auf Papier                            | Whitney Museum of American Art                                                      | New York                   | 70.1557.5                  |                |
| 1899         | Still Life with Wine Bottle and Glass                                                              | W-013          | Aquarell auf Papier                            | Privatsammlung                                                                      |                            |                            |                |
| 1899         | A Scout                                                                                            | W-014          | Aquarell auf Papier                            | Kennedy Galleries, Inc.                                                             | New York                   |                            |                |
| 1899         | Maiden Wait the Ripple Saith                                                                       | W-015          | Aquarell auf Papier                            | Kennedy Galleries, Inc.                                                             | New York                   |                            |                |
| 1899         | Retreat                                                                                            | W-016          | Aquarell auf Papier                            | Kennedy Galleries, Inc.                                                             | New York                   |                            |                |
| 1899         | Hook Mountain, Nyack                                                                               | W-017          | Aquarell auf Papier                            | Whitney Museum of American Art                                                      | New York                   | 70.1558.55                 |                |
| 1900         | Dutch Girl                                                                                         | O-006          | Öl auf Leinwand                                | Whitney Museum of American Art                                                      | New York                   | 70.1233                    |                |
| 1900         | Flowers                                                                                            | O-007          | Öl auf Leinwand                                | Whitney Museum of American Art                                                      | New York                   | 70.1275                    |                |
| 1900         | (Selbstbildnis)                                                                                    |                | Conté-Kreide auf Papier                        | Sammlung Mr. und Mrs. Joel Harnett                                                  |                            |                            | 35,6 × 30,5    |
| 1900         | Satan in Red                                                                                       | O-008          | Öl auf Karton                                  | Whitney Museum of American Art                                                      | New York                   | 70.1419                    |                |
| 1900         | Dancer                                                                                             | W-018          | Aquarell auf Papier                            | Sammlung von Katharine M. and Leo S. Ullman                                         |                            |                            |                |
| 1900         | Ballerina                                                                                          | W-019          | Aquarell auf Papier                            | Whitney Museum of American Art                                                      | New York                   | 70.1561.19                 |                |
| 1900         | Garrett Henry Hopper (der Vater des Malers)                                                        | W-020          | Gouache und Aquarell auf Papier                | Privatsammlung                                                                      |                            |                            |                |
| 1900         | Landscape with Building                                                                            | W-021          | Gouache und Aquarell auf Papier                | Whitney Museum of American Art                                                      | New York                   | 70.1559.90                 |                |
| 1900         | Sailboat                                                                                           | W-022          | Aquarell auf Papier                            | Whitney Museum of American Art                                                      | New York                   | 70.1558.32                 |                |
| 1900         | Two Little Putti in the Clouds                                                                     | W-023          | Bleistift, Tinte und Aquarell auf Papier       | Whitney Museum of American Art                                                      | New York                   | 70.1561.18                 |                |
| 1901         | Standing Indian Chief                                                                              | O-009          | Öl auf Leinwand                                | Whitney Museum of American Art                                                      | New York                   | 70.1251                    |                |
| 1901         | Standing Soldier / Standing Man                                                                    | O-010a/b       | Öl auf Karton                                  | Whitney Museum of American Art                                                      | New York                   | 70.1428                    |                |
| 1901         | Seated Man in Attic                                                                                | O-011          | Öl auf Leinwand                                | Sammlung von Rev. Arthayer R. Sanborn                                               |                            |                            |                |
| 1901         | Seated Gentleman with Red Tie                                                                      | O-012          | Öl auf Leinwand                                | Kennedy Galleries, Inc.                                                             | New York                   |                            |                |
| 1901         | Old Lady on a chair                                                                                | O-013          | Öl auf Leinwand                                | Sammlung von Jean and Alwin Snowiss                                                 |                            |                            |                |
| 1901         | Half-Nude Man                                                                                      | O-014          | Öl auf Leinwand                                | Privatsammlung                                                                      |                            |                            |                |
| 1901         | Woman Standing on a Platform                                                                       | O-015          | Öl auf Karton                                  | Whitney Museum of American Art                                                      | New York                   | 70.1430                    |                |
| 1901         | Man in a Derby Hat                                                                                 | W-024          | Aquarell auf Papier                            | Sammlung von Ann Sanborn Bach                                                       |                            |                            |                |
| 1901         | Muskateer                                                                                          | W-025          | Aquarell auf Papier                            | Kennedy Galleries, Inc.                                                             | New York                   |                            |                |
| 1902         | Standing Girl in White Dress                                                                       | O-016          | Öl auf Karton                                  | Whitney Museum of American Art                                                      | New York                   | 70.1402                    |                |
| 1902         | Model in Towel Sitting on Box                                                                      | O-017          | Öl auf Leinwand                                | Privatsammlung                                                                      |                            |                            |                |
| 1902         | Nude Walking through Doorway                                                                       | O-018          | Öl auf Karton                                  | Whitney Museum of American Art                                                      | New York                   | 70.1425                    |                |
| 1902         | Copy after Édouard Manet’s Woman with a Parrot                                                     | O-019          | Öl auf Karton                                  | Whitney Museum of American Art                                                      | New York                   | 70.1399                    |                |
| 1902         | Seated Male Nude Seen from Behind                                                                  | O-020          | Öl auf Leinwand                                | Whitney Museum of American Art                                                      | New York                   | 70.1268                    |                |
| 1902         | Seated Female Nude                                                                                 | O-021          | Öl auf Leinwand                                | Whitney Museum of American Art                                                      | New York                   | 70.1244                    |                |
| 1902         | Seated Male Model, Bent Over                                                                       | O-022          | Öl auf Leinwand                                | Whitney Museum of American Art                                                      | New York                   | 70.1277                    |                |
| 1902         | Standing Male Nude Holding Pole Across Shoulders                                                   | O-023          | Öl auf Leinwand                                | Whitney Museum of American Art                                                      | New York                   | 70.1241                    |                |
| 1902         | Seated Woman                                                                                       | O-024          | Öl auf Karton                                  | Whitney Museum of American Art                                                      | New York                   | 70.1414                    |                |
| 1902         | Female Nude, from Rear, Seated on a Stool                                                          | O-025          | Öl auf Karton                                  | Whitney Museum of American Art                                                      | New York                   | 70.1395                    |                |
| 1902         | Standing Male Nude                                                                                 | O-026          | Öl auf Leinwand                                | Whitney Museum of American Art                                                      | New York                   | 70.1255                    |                |
| 1902         | Standing Male Nude                                                                                 | O-027          | Öl auf Leinwand                                | Whitney Museum of American Art                                                      | New York                   | 70.1237                    |                |
| 1902         | Back of Seated Male Nude Model                                                                     | O-028          | Öl auf Leinwand                                | Kennedy Galleries, Inc.                                                             | New York                   |                            |                |
| 1902         | Standing Male Nude                                                                                 | O-029          | Öl auf Karton                                  | Whitney Museum of American Art                                                      | New York                   | 70.1429                    |                |
| 1902         | Seated Male Nude on Platform                                                                       | O-030          | Öl auf Karton                                  | Whitney Museum of American Art                                                      | New York                   | 70.1406                    |                |
| 1902         | Standing Female Nude                                                                               | O-031          | Öl auf Karton                                  | Whitney Museum of American Art                                                      | New York                   | 70.1409                    |                |
| 1902         | Standing Female Nude with Painter in Background                                                    | O-032          | Öl auf Leinwand                                | Whitney Museum of American Art                                                      | New York                   | 70.1258                    | 76,2 × 45,4    |
| 1902         | Standing Male Nude                                                                                 | O-033          | Öl auf Karton                                  | Whitney Museum of American Art                                                      | New York                   | 70.1415                    |                |
| 1902         | Nude from Rear, Seated on Stool                                                                    | O-034          | Öl auf Karton                                  | Whitney Museum of American Art                                                      | New York                   | 70.1416                    |                |
| 1902         | Shoulders of a Figure                                                                              | O-035          | Öl auf Karton                                  | Whitney Museum of American Art                                                      | New York                   | 70.1421                    |                |
| 1902         | Reclining Female Nude, from Rear                                                                   | O-036          | Öl auf Karton                                  | Whitney Museum of American Art                                                      | New York                   | 70.1407                    |                |
| 1902–1904    | Solitary Figure in a Theater                                                                       | O-037          | Öl auf Karton                                  | Whitney Museum of American Art                                                      | New York                   | 70.1418                    | 31,8 × 23,3    |
| um 1902–04   | Don Quijote on Horseback                                                                           | O-038          | Öl auf Karton                                  | Whitney Museum of American Art                                                      | New York                   | 70.1404                    | 43,2 × 31      |
| 1902         | Don Quijote with Sword                                                                             | O-039          | Öl auf Karton                                  | Whitney Museum of American Art                                                      | New York                   | 70.1403                    |                |
| um 1902–04   | Painter and Model                                                                                  | O-040          | Öl auf Karton                                  | Whitney Museum of American Art                                                      | New York                   | 70.1420                    | 26 × 20,5      |
| 1902         | Standing Nude                                                                                      | O-041          | Öl auf Leinwand                                | Whitney Museum of American Art                                                      | New York                   | 70.1235                    |                |
| 1902         | Standing Nude                                                                                      | O-042          | Öl auf Leinwand                                | Whitney Museum of American Art                                                      | New York                   | 70.1221                    |                |
| 1902         | Standing Nude                                                                                      | O-043          | Öl auf Leinwand                                | Whitney Museum of American Art                                                      | New York                   | 70.1259                    |                |
| 1902         | Standing Nude                                                                                      | O-044          | Öl auf Leinwand                                | Whitney Museum of American Art                                                      | New York                   | 70.1269                    |                |
| 1902         | Male Nude, from Rear                                                                               | O-045          | Öl auf Leinwand                                | Whitney Museum of American Art                                                      | New York                   | 70.1260                    |                |
| 1902         | Standing Male Nude, from Rear                                                                      | O-046          | Öl auf Leinwand                                | Whitney Museum of American Art                                                      | New York                   | 70.1218                    |                |
| 1902         | Male Nude with Raised Arms                                                                         | O-047          | Öl auf Leinwand                                | Whitney Museum of American Art                                                      | New York                   | 70.1220                    |                |
| 1902         | Standing Male Nude                                                                                 | O-048          | Öl auf Leinwand                                | Whitney Museum of American Art                                                      | New York                   | 70.1234                    |                |
| 1902         | Seated Male Nude                                                                                   | O-049          | Öl auf Leinwand                                | Whitney Museum of American Art                                                      | New York                   | 70.1236                    |                |
| 1903         | Early Still Life                                                                                   | O-050          | Öl auf Leinwand                                | Sammlung von Remak Ramsay                                                           |                            |                            |                |
| 1903         | Still Life with Jug and Dish                                                                       | O-051          | Öl auf Karton                                  | Whitney Museum of American Art                                                      | New York                   | 70.1396                    |                |
| 1903         | Still Life with Bottle and Jug                                                                     | O-052          | Öl auf Leinwand                                | Whitney Museum of American Art                                                      | New York                   | 70.1242                    |                |
| 1903         | Still Life with Jugs                                                                               | O-053          | Öl auf Leinwand                                | Whitney Museum of American Art                                                      | New York                   | 70.1263                    |                |
| 1903         | Still Life with Pot and Cloth                                                                      | O-054          | Öl auf Leinwand                                | Whitney Museum of American Art                                                      | New York                   | 70.1649                    |                |
| 1903         | Still Life with Earthenware Jug                                                                    | O-055          | Öl auf Leinwand                                | Whitney Museum of American Art                                                      | New York                   | 70.1261                    |                |
| 1903         | Still Life with Wine Bottle and Metal Bowl                                                         | O-056          | Öl auf Karton                                  | Whitney Museum of American Art                                                      | New York                   | 70.1431                    |                |
| 1903         | Self-Portrait                                                                                      | O-057          | Öl auf Leinwand                                | Whitney Museum of American Art                                                      | New York                   | 70.1650                    |                |
| 1903         | Self-Portrait                                                                                      | O-058          | Öl auf Leinwand                                | Museum of Fine Arts, Charles Henry Hayden Fund                                      | Boston, Massachusetts      |                            |                |
| 1903         | Head of a Woman                                                                                    | O-059          | Öl auf Holz                                    | Whitney Museum of American Art                                                      | New York                   | 70.1651                    |                |
| 1903         | Nude Crawling into Bed                                                                             | O-060          | Öl auf Karton                                  | Whitney Museum of American Art                                                      | New York                   | 70.1294                    | 31,1 × 23,2    |
| 1903         | Girl in White                                                                                      | O-062          | Öl auf Leinwand                                | Sammlung von L.A. Grier Jr.                                                         |                            |                            |                |
| 1903         | Portrait of a Man                                                                                  | O-063          | Öl auf Leinwand                                | Whitney Museum of American Art                                                      | New York                   | 70.1273                    |                |
| 1903         | Seated Man                                                                                         | O-064          | Öl auf Leinwand                                | Whitney Museum of American Art                                                      | New York                   | 70.1257                    |                |
| 1903         | Portrait of a Woman                                                                                | O-065          | Öl auf Leinwand                                | Whitney Museum of American Art                                                      | New York                   | 70.1280                    |                |
| 1903         | Portrait of a Young Man                                                                            | O-066          | Öl auf Leinwand                                | Whitney Museum of American Art                                                      | New York                   | 70.1270                    |                |
| 1903         | Portrait of a Man                                                                                  | O-067          | Öl auf Leinwand                                | Whitney Museum of American Art                                                      | New York                   | 70.1278                    |                |
| 1903         | Portrait of a Man                                                                                  | O-068          | Öl auf Leinwand                                | Whitney Museum of American Art                                                      | New York                   | 70.1266                    |                |
| 1903–1906    | Self-Portrait                                                                                      | O-069          | Öl auf Leinwand                                | Whitney Museum of American Art                                                      | New York                   | 70.1253                    | 66 × 55,9      |
| 1903         | Self-Portrait                                                                                      | O-070          | Öl auf Leinwand                                | Whitney Museum of American Art                                                      | New York                   | 70.1254                    |                |
| 1903         | Self-Portrait                                                                                      | O-071          | Öl auf Karton                                  | Whitney Museum of American Art                                                      | New York                   | 70.1410                    |                |
| 1903         | Portrait of a Man                                                                                  | O-072          | Öl auf Leinwand                                | Whitney Museum of American Art                                                      | New York                   | 70.1239                    |                |
| 1903         | Portrait of a Woman                                                                                | O-073          | Öl auf Leinwand                                | Whitney Museum of American Art                                                      | New York                   | 70.1281                    |                |
| 1903         | Portrait of a Man in Profile                                                                       | O-074          | Öl auf Leinwand                                | Whitney Museum of American Art                                                      | New York                   | 70.1282                    |                |
| 1903         | Portrait of Model, Jimmy Corsi                                                                     | O-075          | Öl auf Leinwand                                | Whitney Museum of American Art                                                      | New York                   | 70.1232                    |                |
| 1903         | Portrait of a Man                                                                                  | O-076          | Öl auf Leinwand                                | Whitney Museum of American Art                                                      | New York                   | 70.1287                    |                |
| 1903         | Portrait of a Woman                                                                                | O-077          | Öl auf Leinwand                                | Whitney Museum of American Art                                                      | New York                   | 70.1286                    |                |
| 1903         | Portrait of a Man                                                                                  | O-078          | Öl auf Leinwand                                | Whitney Museum of American Art                                                      | New York                   | 70.1279                    |                |
| 1903         | Portrait of a Girl                                                                                 | O-079          | Öl auf Leinwand                                | Hirshhorn Museum and Sculpture Garden, Smithsonian Institution                      | Washington, D.C.           |                            |                |
| 1903         | Painting Class                                                                                     | O-080          | Öl auf Leinwand                                | Whitney Museum of American Art                                                      | New York                   | 70.1283                    |                |
| 1903         | The Painter                                                                                        | O-081          | Öl auf Leinwand                                | Sammlung von Steven Oifer                                                           |                            |                            |                |
| 1903         | Seated Male Nude with Painter in Background                                                        | O-082          | Öl auf Leinwand                                | Whitney Museum of American Art                                                      | New York                   | 70.1271                    |                |
| 1903         | Seated Man with Standing Figure                                                                    | O-083          | Öl auf Karton                                  | Whitney Museum of American Art                                                      | New York                   | 70.1408                    |                |
| 1903         | Artist Seated at Easel                                                                             | O-084          | Öl auf Leinwand                                | The William Benton Museum of Art, University of Connecticut                         | Storrs, Connecticut        |                            |                |
| 1903         | Blond Woman Before an Easel                                                                        | O-085          | Öl auf Karton                                  | Whitney Museum of American Art                                                      | New York                   | 70.1417                    |                |
| 1903         | Painter at Easel                                                                                   | O-086          | Öl auf Leinwand                                | Whitney Museum of American Art                                                      | New York                   | 70.1264                    |                |
| 1903         | Two Standing Men at Easel                                                                          | O-087          | Öl auf Karton                                  | Whitney Museum of American Art                                                      | New York                   | 70.1400                    |                |
| 1903         | Seated Woman Holding a Palette                                                                     | O-088          | Öl auf Karton                                  | Whitney Museum of American Art                                                      | New York                   | 70.1401                    |                |
| 1903         | Student and Teacher at the Easel                                                                   | O-089          | Öl auf Karton                                  | Whitney Museum of American Art                                                      | New York                   | 70.1303                    |                |
| 1904         | Self-Portrait                                                                                      | O-061          | Öl auf Leinwand                                | Thyssen-Bornemisza-Sammlung                                                         | Lugano, Schweiz            |                            |                |
| 1904         | Portrait of Guy Pène du Bois                                                                       | O-090          | Öl auf Leinwand                                | Pène du Bois Collection                                                             |                            |                            |                |
| 1904         | Group of Musicians in an Orchestra Pit                                                             | O-091          | Öl auf Leinwand                                | Whitney Museum of American Art                                                      | New York                   | 70.1243                    |                |
| 1904         | Church                                                                                             | O-092          | Öl auf Karton                                  | Whitney Museum of American Art                                                      | New York                   | 70.1427                    |                |
| 1904         | Ferry Slip                                                                                         | O-093          | Öl auf Karton                                  | Whitney Museum of American Art                                                      | New York                   | 70.1426                    |                |
| 1904         | Rooftops of Ferry Slips                                                                            | O-094          | Öl auf Karton                                  | Whitney Museum of American Art                                                      | New York                   | 70.1398                    |                |
| 1904         | Sailboat at Dock                                                                                   | O-095          | Öl auf Karton                                  | Whitney Museum of American Art                                                      | New York                   | 70.1422                    |                |
| 1904         | Building and Foliage                                                                               | O-096          | Öl auf Karton                                  | Whitney Museum of American Art                                                      | New York                   | 70.1660                    |                |
| 1904         | Cottage and Fence                                                                                  | O-097          | Öl auf Karton                                  | Whitney Museum of American Art                                                      | New York                   | 70.1658                    |                |
| 1904         | Cottage in Foliage                                                                                 | O-098          | Öl auf Karton                                  | Whitney Museum of American Art                                                      | New York                   | 70.1655                    |                |
| 1904         | Fields and Trees                                                                                   | O-099          | Öl auf Karton                                  | Whitney Museum of American Art                                                      | New York                   | 70.1662                    |                |
| 1904         | House and Foliage                                                                                  | O-100          | Öl auf Karton                                  | Whitney Museum of American Art                                                      | New York                   | 70.1661                    |                |
| 1904         | House and Tree on Left                                                                             | O-101          | Öl auf Karton                                  | Whitney Museum of American Art                                                      | New York                   | 70.1664                    |                |
| 1904         | Porch Steps                                                                                        | O-102          | Öl auf Karton                                  | Whitney Museum of American Art                                                      | New York                   | 70.1656                    |                |
| 1904         | Road and Telephone Pole                                                                            | O-103          | Öl auf Karton                                  | Whitney Museum of American Art                                                      | New York                   | 70.1659                    |                |
| 1904         | Sailboat with a House on the Nearby Shore                                                          | O-104          | Öl auf Karton                                  | Whitney Museum of American Art                                                      | New York                   | 70.1423                    |                |
| 1905         | Portrait of a Young Man                                                                            | O-105          | Öl auf Leinwand                                | Whitney Museum of American Art                                                      | New York                   | 70.1240                    |                |
| 1905         | Portrait of a Woman                                                                                | O-106          | Öl auf Leinwand                                | Whitney Museum of American Art                                                      | New York                   | 70.1274                    |                |
| 1905         | Portrait of a Man with Spectacles                                                                  | O-107          | Öl auf Leinwand                                | Whitney Museum of American Art                                                      | New York                   | 70.1272                    |                |
| 1905         | Portrait of an Old Woman                                                                           | O-108          | Öl auf Leinwand                                | Whitney Museum of American Art                                                      | New York                   | 70.1238                    |                |
| 1905         | Portrait of a Man                                                                                  | O-109          | Öl auf Leinwand                                | Whitney Museum of American Art                                                      | New York                   | 70.1284                    |                |
| 1905         | Portrait of a Woman                                                                                | O-110          | Öl auf Leinwand                                | Whitney Museum of American Art                                                      | New York                   | 70.1285                    |                |
| 1905         | Portrait of Hettie Duryea Meade                                                                    | O-111          | Öl auf Leinwand                                | Hirshhorn Museum, Smithsonian Institution                                           | Washington, D.C.           |                            |                |
| 1905         | Portrait of Hettie Duryea Meade                                                                    | O-112          | Öl auf Leinwand                                | Whitney Museum of American Art                                                      | New York                   | 70.1217                    |                |
| 1905         | Portrait of Hettie Duryea Meade                                                                    | O-113          | Öl auf Leinwand                                | Whitney Museum of American Art                                                      | New York                   | 70.1262                    |                |
| 1905         | Portrait of Marion Hopper                                                                          | O-114          | Öl auf Leinwand                                | Whitney Museum of American Art                                                      | New York                   | 70.1219                    |                |
| 1905         | Studies of Hands                                                                                   | O-115          | Öl auf Karton                                  | Whitney Museum of American Art                                                      | New York                   | 70.1405                    |                |
| 1905         | Studies of Hands                                                                                   | O-116          | Öl auf Karton                                  | Whitney Museum of American Art                                                      | New York                   | 70.1256                    |                |
| 1905         | Man Drinking                                                                                       | O-117          | Öl auf Leinwand                                | Whitney Museum of American Art                                                      | New York                   | 70.1648                    |                |
| 1905         | Seated Man                                                                                         | O-118          | Öl auf Karton                                  | Whitney Museum of American Art                                                      | New York                   | 70.1663                    |                |
| 1905         | Seated Woman at Piano                                                                              | O-119          | Öl auf Karton                                  | Whitney Museum of American Art                                                      | New York                   | 70.1413                    |                |
| 1905         | Woman at Piano                                                                                     | O-120          | Öl auf Karton                                  | Whitney Museum of American Art                                                      | New York                   | 70.1654                    |                |
| 1905         | The Artist’s Bedroom, Nyack                                                                        | O-121          | Öl auf Leinwand                                | Whitney Museum of American Art                                                      | New York                   | 70.1276                    |                |
| 1905         | Artist’s Bedroom, Nyack                                                                            | O-122          | Öl auf Karton                                  | Whitney Museum of American Art                                                      | New York                   | 70.1412                    | 38,4 × 28,1    |
| 1905/06      | Man Seated on Bed                                                                                  | O-123          | Öl auf Leinwand auf Holz montiert              | Whitney Museum of American Art                                                      | New York                   | 70.1424                    | 28,4 × 23,2    |
| 1905         | Bedroom                                                                                            | O-124          | Öl auf Karton                                  | Whitney Museum of American Art                                                      | New York                   | 70.1657                    |                |
| 1906         | Street Scene with Pedestrians                                                                      | O-125          | Öl auf Karton                                  | Whitney Museum of American Art                                                      | New York                   | 70.1411                    |                |
| 1906         | Woman Seated at Table                                                                              | O-126          | Öl auf Karton                                  | Whitney Museum of American Art                                                      | New York                   | 70.1397                    |                |
| 1906         | Woman Walking                                                                                      | O-127          | Öl auf Holz                                    | Whitney Museum of American Art                                                      | New York                   | 70.1293                    |                |
| 1906         | Steps in Paris                                                                                     | O-128          | Öl auf Holz                                    | Whitney Museum of American Art                                                      | New York                   | 70.1297                    | 33 × 23,3      |
| 1906         | Two Figures at Top of Steps in Paris                                                               | O-129          | Öl auf Holz                                    | Whitney Museum of American Art                                                      | New York                   | 70.1299                    |                |
| 1906         | Bridge in Paris                                                                                    | O-130          | Öl auf Holz                                    | Whitney Museum of American Art                                                      | New York                   | 70.1305                    | 24,4 × 33      |
| 1906         | View across Interior Courtyard at 48 Rue de Lille, Paris                                           | O-131          | Öl auf Holz                                    | Whitney Museum of American Art                                                      | New York                   | 70.1307                    | 33 × 23,5      |
| 1906         | Interior Courtyard at 48 Rue de Lille, Paris                                                       | O-132          | Öl auf Holz                                    | Whitney Museum of American Art                                                      | New York                   | 70.1304                    | 30,5 × 23,5    |
| 1906         | Stairway at 48 rue de Lille, Paris                                                                 | O-133          | Öl auf Holz                                    | Whitney Museum of American Art                                                      | New York                   | 70.1295                    | 33 × 23,5      |
| 1906         | Paris Street                                                                                       | O-134          | Öl auf Holz                                    | Whitney Museum of American Art                                                      | New York                   | 70.1296                    |                |
| 1906         | Statue Near the Louvre                                                                             | O-135          | Öl auf Holz                                    | Whitney Museum of American Art                                                      | New York                   | 70.1306                    |                |
| 1906         | Bridge and Embarkment                                                                              | O-136          | Öl auf Holz                                    | Whitney Museum of American Art                                                      | New York                   | 70.1298                    |                |
| 1906         | Un Petit Piou-Piou                                                                                 | W-026          | Aquarell auf Karton                            | Privatsammlung                                                                      |                            |                            |                |
| 1906         | A Zouave (Pariser Handwerker)                                                                      | W-027          | Aquarell und Bleistift auf Karton              | Whitney Museum of American Art                                                      | New York                   | 70.1333                    | 38,4 × 27,1    |
| 1906         | Sargent de Ville                                                                                   | W-028          | Aquarell auf Karton                            | Dayton Art Institute                                                                | Dayton, Ohio               |                            |                |
| 1906         | Parisian with Wine Bottle and Loaf of Bread                                                        | W-029          | Aquarell auf Karton                            | Whitney Museum of American Art                                                      | New York                   | 70.1329                    |                |
| 1906         | Le Militaire                                                                                       | W-030          | Aquarell auf Karton                            | Dayton Art Institute                                                                | Dayton, Ohio               |                            |                |
| 1906         | Le Terrassier                                                                                      | W-031          | Aquarell mit Gouache auf Papier                | The Art Institute of Chicago                                                        | Chicago, Illinois          |                            |                |
| 1906         | La Concierge                                                                                       | W-032          | Aquarell auf Papier                            | Dayton Art Institute                                                                | Dayton, Ohio               |                            |                |
| 1906         | Workman Profile                                                                                    | W-033          | Aquarell                                       | Verschollen / Verbleib unklar                                                       |                            |                            |                |
| 1906         | La Pierreuse                                                                                       | W-034          | Aquarell mit Gouache auf Papier                | The Art Institute of Chicago                                                        | Chicago, Illinois          |                            |                |
| 1906         | Type de Belleville                                                                                 | W-035          | Aquarell auf Papier                            | Dayton Art Institute                                                                | Ohio                       |                            |                |
| 1906         | Fille de Joie                                                                                      | W-036          | Aquarell auf Karton                            | Whitney Museum of American Art                                                      | New York                   | 70.1324                    |                |
| 1906         | La Grisette                                                                                        | W-037          | Aquarell auf Papier                            | Dayton Art Institute                                                                | Dayton, Ohio               |                            |                |
| 1906         | French Woman with Basket                                                                           | W-038          | Aquarell auf Karton                            | Whitney Museum of American Art                                                      | New York                   | 70.1331                    |                |
| 1906         | Parisian Woman Walking                                                                             | W-039          | Aquarell auf Karton                            | Whitney Museum of American Art                                                      | New York                   | 70.1322                    |                |
| 1906         | Parisian Woman Walking                                                                             | W-040          | Aquarell auf Karton                            | Whitney Museum of American Art                                                      | New York                   | 70.1323                    | 30 × 23,5      |
| 1906         | Parisian Woman Walking                                                                             | W-041          | Aquarell auf Karton                            | Whitney Museum of American Art                                                      | New York                   | 70.1326                    |                |
| 1906         | Parisian Woman Dressed in Green                                                                    | W-042          | Aquarell auf Karton                            | Whitney Museum of American Art                                                      | New York                   | 70.1332                    |                |
| 1906         | Woman                                                                                              | W-043          | Aquarell auf Papier                            | Whitney Museum of American Art                                                      | New York                   | 70.1325                    |                |
| 1906         | Cunard Sailor                                                                                      | W-044          | Aquarell auf Karton                            | Whitney Museum of American Art                                                      | New York                   | 70.1335                    |                |
| 1906         | Parisian Man Smoking                                                                               | W-045          | Aquarell auf Karton                            | Whitney Museum of American Art                                                      | New York                   | 70.1328                    |                |
| 1906         | Walking Man with Cane and Briefcase                                                                | W-046          | Aquarell auf Karton                            | Whitney Museum of American Art                                                      | New York                   | 70.1327                    |                |
| 1906         | Standing Man in Brown Suit                                                                         | W-047          | Aquarell auf Karton                            | Whitney Museum of American Art                                                      | New York                   | 70.1334                    |                |
| 1906         | Seated Carriage Driver                                                                             | W-048          | Aquarell auf Karton                            | Whitney Museum of American Art                                                      | New York                   | 70.1330                    |                |
| 1906         | At the Café                                                                                        | W-049          | Aquarell auf Papier                            | Whitney Museum of American Art                                                      | New York                   | 70.1321                    |                |
| 1906         | Couple Drinking                                                                                    | W-050          | Aquarell und Conté auf Karton                  | Whitney Museum of American Art                                                      | New York                   | 70.1340                    |                |
| 1906         | Standing Man with Hands in Pockets                                                                 | W-051          | Aquarell auf Karton                            | Whitney Museum of American Art                                                      | New York                   | 70.1385                    |                |
| 1906         | Standing Man in Brown Suit and Cummerbund                                                          | W-052          | Aquarell auf Karton                            | Whitney Museum of American Art                                                      | New York                   | 70.1394                    |                |
| 1906         | A Policeman                                                                                        | W-053          | Aquarell auf Karton                            | Whitney Museum of American Art                                                      | New York                   | 70.1382                    |                |
| 1906         | Bare-chested Man Drinking                                                                          | W-054          | Aquarell auf Karton                            | Whitney Museum of American Art                                                      | New York                   | 70.1386                    |                |
| 1906         | Dandy Seated at Café Table                                                                         | W-055          | Aquarell auf Karton                            | Whitney Museum of American Art                                                      | New York                   | 70.1380                    |                |
| 1906         | Child Seated in Man’s Lap                                                                          | W-056          | Aquarell auf Karton                            | Whitney Museum of American Art                                                      | New York                   | 70.1374                    |                |
| 1906         | Woman at Café Table                                                                                | W-057          | Bleistift und Aquarell auf Karton              | Whitney Museum of American Art                                                      | New York                   | 70.1372                    |                |
| 1906         | Woman at Café Table                                                                                | W-058          | Aquarell auf Karton                            | Whitney Museum of American Art                                                      | New York                   | 70.1379                    |                |
| 1907         | River and Buildings                                                                                | O-137          | Öl auf Holz                                    | Whitney Museum of American Art                                                      | New York                   | 70.1301                    |                |
| 1907         | Park Benches and Trees                                                                             | O-138          | Öl auf Holz                                    | Whitney Museum of American Art                                                      | New York                   | 70.1300                    |                |
| 1907         | French Landscape                                                                                   | O-139          | Öl auf Leinwand                                | Whitney Museum of American Art                                                      | New York                   | 70.1224                    |                |
| 1907         | Pont des Arts with Sailboats                                                                       | O-140          | Öl auf Leinwand                                | Whitney Museum of American Art                                                      | New York                   | 70.1225                    |                |
| 1907         | Quai des Grands Augustins with Tree                                                                | O-141          | Öl auf Leinwand                                | Whitney Museum of American Art                                                      | New York                   | 70.1226                    |                |
| 1907         | Le Louvre et la Seine or Le Louvre                                                                 | O-142          | Öl auf Leinwand                                | Whitney Museum of American Art                                                      | New York                   | 70.1186                    |                |
| 1907         | Après-Midi de Juin or L’Après-Midi de Printemps                                                    | O-143          | Öl auf Leinwand                                | Whitney Museum of American Art                                                      | New York                   | 70.1172                    |                |
| 1907         | Le Parc de Saint-Cloud                                                                             | O-144          | Öl auf Leinwand                                | Whitney Museum of American Art                                                      | New York                   | 70.1180                    | 59,7 × 72,4    |
| 1907         | Gateway and Fence, Saint-Cloud                                                                     | O-145          | Öl auf Leinwand                                | Whitney Museum of American Art                                                      | New York                   | 70.1231                    |                |
| 1907         | Trees in Sunlight, Parc de Saint-Cloud                                                             | O-146          | Öl auf Leinwand                                | Whitney Museum of American Art                                                      | New York                   | 70.1248                    |                |
| 1907         | Le Pont des Arts                                                                                   | O-147          | Öl auf Leinwand                                | Whitney Museum of American Art                                                      | New York                   | 70.1181                    | 58,6 × 71,3    |
| 1907         | Pont du Carrousel in the Fog                                                                       | O-148          | Öl auf Leinwand                                | Whitney Museum of American Art                                                      | New York                   | 70.1245                    | 59,1 × 71,8    |
| 1907         | Boat Landing at Gare d’Orléans                                                                     | O-149          | Öl auf Leinwand                                | Whitney Museum of American Art                                                      | New York                   | 70.1229                    |                |
| 1907         | Canal at Charenton                                                                                 | O-150          | Öl auf Leinwand                                | Whitney Museum of American Art                                                      | New York                   | 70.1246                    |                |
| 1907         | Canal Lock at Charenton                                                                            | O-151          | Öl auf Leinwand                                | Whitney Museum of American Art                                                      | New York                   | 70.1227                    |                |
| 1907         | Les Lavoirs à Pont Royal                                                                           | O-152          | Öl auf Leinwand                                | Whitney Museum of American Art                                                      | New York                   | 70.1247                    | 59,1 × 72,4    |
| 1907         | Louvre and Boat Landing                                                                            | O-153          | Öl auf Leinwand                                | Whitney Museum of American Art                                                      | New York                   | 70.1249                    |                |
| 1907         | Pont du Carrousel and Gare d’Orléans                                                               | O-154          | Öl auf Leinwand                                | Whitney Museum of American Art                                                      | New York                   | 70.1230                    |                |
| 1907         | Notre Dame de Paris                                                                                | O-155          | Öl auf Leinwand                                | Whitney Museum of American Art                                                      | New York                   | 70.1179                    | 59,7 × 72,4    |
| 1907         | Notre Dame, No. 2                                                                                  | O-156          | Öl auf Leinwand                                | Whitney Museum of American Art                                                      | New York                   | 70.1222                    |                |
| 1907         | Tugboat at Boulevard Saint Michael                                                                 | O-157          | Öl auf Leinwand                                | Whitney Museum of American Art                                                      | New York                   | 70.1250                    |                |
| 1907         | Pavillon de Flore in the Spring                                                                    | O-158          | Öl auf Leinwand                                | Whitney Museum of American Art                                                      | New York                   | 70.1228                    |                |
| 1907         | Park Scene                                                                                         | O-159          | Öl auf Leinwand                                | Whitney Museum of American Art                                                      | New York                   | 70.1252                    |                |
| 1908         | The El Station                                                                                     | O-160          | Öl auf Leinwand                                | Whitney Museum of American Art                                                      | New York                   | 70.1182                    | 50,8 × 73,7    |
| 1908         | Tramp Steamer                                                                                      | O-161          | Öl auf Leinwand                                | Hirshhorn Museum / Sculpture Garden, Smithsonian Institution                        | Washington, D.C.           |                            |                |
| 1908         | Railroad Train                                                                                     | O-162          | Öl auf Leinwand                                | Addison Gallery of American Art, Philips Academy                                    | Andover, Massachusetts     |                            | 61 × 73,7      |
| 1908         | Tugboat with Black Smokestack                                                                      | O-163          | Öl auf Leinwand                                | Whitney Museum of American Art                                                      | New York                   | 70.1192                    |                |
| 1909         | Bridge on the Seine                                                                                | O-164          | Öl auf Leinwand                                | Whitney Museum of American Art                                                      | New York                   | 70.1176                    |                |
| 1909         | Le Pont Royal                                                                                      | O-165          | Öl auf Leinwand                                | Whitney Museum of American Art                                                      | New York                   | 70.1175                    | 59,7 × 72,4    |
| 1909         | Le Pavillon de Flore                                                                               | O-166          | Öl auf Leinwand                                | Whitney Museum of American Art                                                      | New York                   | 70.1174                    |                |
| 1909         | Écluse de la Monnaie                                                                               | O-167          | Öl auf Leinwand                                | Whitney Museum of American Art                                                      | New York                   | 70.1178                    |                |
| 1909         | Ile Saint-Louis or La Cité                                                                         | O-168          | Öl auf Leinwand                                | Whitney Museum of American Art                                                      | New York                   | 70.1177                    |                |
| 1909         | The Louvre in a Thunderstorm                                                                       | O-169          | Öl auf Leinwand                                | Whitney Museum of American Art                                                      | New York                   | 70.1223                    |                |
| 1909         | Le Quai des Grands Augustins                                                                       | O-170          | Öl auf Leinwand                                | Whitney Museum of American Art                                                      | New York                   | 70.1173                    | 59,7 × 72,4    |
| 1909         | River Boat                                                                                         | O-172          | Öl auf Leinwand                                | Whitney Museum of American Art                                                      | New York                   | 70.1190                    |                |
| 1909         | Valley of the Seine                                                                                | O-173          | Öl auf Leinwand                                | Whitney Museum of American Art                                                      | New York                   | 70.1183                    |                |
| 1909         | Le Bistro or The Wine Shop                                                                         | O-174          | Öl auf Leinwand                                | Whitney Museum of American Art                                                      | New York                   | 70.1187                    | 59,4 × 72,4    |
| 1909         | Summer Interior                                                                                    | O-175          | Öl auf Leinwand                                | Whitney Museum of American Art                                                      | New York                   | 70.1197                    | 61 × 73,7      |
| 1910         | Self-Portrait                                                                                      | W-059          | Aquarell auf Papier                            | Sammlung von Mr. and Mrs. Anthony Mitchell                                          |                            |                            |                |
| 1911         | Blackwell’s Island                                                                                 | O-176          | Öl auf Leinwand                                | Whitney Museum of American Art                                                      | New York                   | 70.1188                    | 61 × 73,7      |
| 1911         | Sailing                                                                                            | O-177          | Öl auf Leinwand                                | The Carnegie Museum of Art                                                          | Pittsburgh, Pennsylvania   |                            | 61 × 73,7      |
| 1912         | La Berge                                                                                           | O-171          | Öl auf Leinwand                                | Verschollen                                                                         |                            |                            |                |
| 1912         | Briar Neck, Gloucester                                                                             | O-178          | Öl auf Leinwand                                | Whitney Museum of American Art                                                      | New York                   | 70.1193                    |                |
| 1912         | Gloucester Harbor                                                                                  | O-179          | Öl auf Leinwand                                | Whitney Museum of American Art                                                      | New York                   | 70.1204                    |                |
| 1912         | Tall Masts                                                                                         | O-180          | Öl auf Leinwand                                | Whitney Museum of American Art                                                      | New York                   | 70.1198                    |                |
| 1912         | Italian Quarter, Gloucester                                                                        | O-181          | Öl auf Leinwand                                | Whitney Museum of American Art                                                      | New York                   | 70.1214                    | 59,4 × 72,4    |
| 1912         | Squam Light                                                                                        | O-182          | Öl auf Leinwand                                | Privatsammlung                                                                      |                            |                            |                |
| 1912         | American Village                                                                                   | O-183          | Öl auf Leinwand                                | Whitney Museum of American Art                                                      | New York                   | 70.1185                    | 65,7 × 96,2    |
| 1912         | Portrait of Beatrice Cohen                                                                         | O-184          | Öl auf Leinwand                                | Verschollen / Verbleib unklar                                                       |                            |                            |                |
| 1912         | Portrait of Jean Rowe, Gypsy Girl                                                                  | O-185          | Öl auf Leinwand                                | Verschollen / Verbleib unklar                                                       |                            |                            |                |
| 1912         | Portrait of Willi Kerling                                                                          | O-186          | Öl auf Leinwand                                | Verschollen / Verbleib unklar                                                       |                            |                            |                |
| 1912         | Portrait of Mrs. Pleasanton                                                                        | O-187          | Öl auf Leinwand                                | Verschollen / Verbleib unklar                                                       |                            |                            |                |
| 1912         | Portrait of Mrs. Sullivan                                                                          | O-188          | Öl auf Leinwand                                | Verschollen / Verbleib unklar                                                       |                            |                            |                |
| 1913         | New York Corner (Corner Saloon)                                                                    | O-189          | Öl auf Leinwand                                | The Museum of Modern Art                                                            | New York                   |                            | 61 × 73,7      |
| 1913         | Queensborough Bridge                                                                               | O-190          | Öl auf Leinwand                                | Whitney Museum of American Art                                                      | New York                   | 70.1184                    | 64,8 × 95,3    |
| 1914         | Soir Bleu                                                                                          | O-191          | Öl auf Leinwand                                | Whitney Museum of American Art                                                      | New York                   | 70.1208                    | 91,4 × 182,9   |
| 1914         | Sea at Ogunquit                                                                                    | O-192          | Öl auf Leinwand                                | Whitney Museum of American Art                                                      | New York                   | 70.1195                    | 61,6 × 74      |
| 1914         | Cove at Ogunquit                                                                                   | O-193          | Öl auf Leinwand                                | Whitney Museum of American Art                                                      | New York                   | 70.1199                    |                |
| 1914         | Dories in a Cove                                                                                   | O-194          | Öl auf Leinwand                                | Whitney Museum of American Art                                                      | New York                   | 70.1312                    |                |
| 1914         | The Dories, Ogunquit                                                                               | O-195          | Öl auf Leinwand                                | Whitney Museum of American Art                                                      | New York                   | 70.1196                    |                |
| 1914         | Rocks and Houses, Ogunquit                                                                         | O-196          | Öl auf Leinwand                                | Whitney Museum of American Art                                                      | New York                   | 70.1202                    | 60,3 × 73      |
| 1914         | Square Rock, Ogunquit                                                                              | O-197          | Öl auf Leinwand                                | Whitney Museum of American Art                                                      | New York                   | 70.1203                    |                |
| 1914         | Road in Maine                                                                                      | O-198          | Öl auf Leinwand                                | Whitney Museum of American Art                                                      | New York                   | 70.1201                    | 61 × 73,7      |
| 1914         | Un Maquereau (Study for Soir Bleu)                                                                 |                | Kreide auf Papier                              | Whitney Museum of American Art                                                      | New York                   | 70.318                     | 25,4 × 21,3    |
| 1914–1915    | Elizabeth Griffiths Smith Hopper                                                                   | O-199          | Öl auf Leinwand                                | Whitney Museum of American Art                                                      | New York                   | 70.1191                    |                |
| 1915–1918    | From My Window                                                                                     |                | Radierung                                      | Philadelphia Museum of Art                                                          | Philadelphia, Pennsylvania |                            | 17,8 × 15,2    |
| 1915–1918    | On my Roof                                                                                         |                | Radierung                                      | Philadelphia Museum of Art                                                          | Philadelphia, Pennsylvania |                            | 12,7 × 15,2    |
| 1915–1918    | The Open Window                                                                                    |                | Radierung                                      | Privatsammlung                                                                      |                            |                            | 10,2 × 12,7    |
| 1916         | Yonkers                                                                                            | O-200          | Öl auf Leinwand                                | Whitney Museum of American Art                                                      | New York                   | 70.1215                    | 61 × 73,7      |
| 1916         | Rocks and Sand                                                                                     | O-201          | Öl auf Karton                                  | Whitney Museum of American Art                                                      | New York                   | 70.1672                    |                |
| 1916         | Trees and Beach                                                                                    | O-202          | Öl auf Holz                                    | Whitney Museum of American Art                                                      | New York                   | 70.1316                    |                |
| 1916         | Landscape with Fence and Trees                                                                     | O-203          | Öl auf Leinwand                                | Whitney Museum of American Art                                                      | New York                   | 70.1667                    |                |
| 1916         | Monhegan Lighthouse                                                                                | O-204          | Öl auf Leinwand                                | Privatsammlung                                                                      |                            |                            |                |
| 1916         | Monhegan Houses, Maine                                                                             | O-205          | Öl auf Karton                                  | Privatsammlung                                                                      |                            |                            |                |
| 1916         | Monhegan Landscape, Gull Rocks                                                                     | O-206          | Öl auf Karton                                  | Verschollen / Verbleib unklar                                                       |                            |                            |                |
| 1916         | Two Dories                                                                                         | O-207          | Öl auf Karton                                  | Whitney Museum of American Art                                                      | New York                   | 70.1314                    |                |
| 1916–1919    | Rocks and Sea                                                                                      | O-208          | Öl auf Holz                                    | Whitney Museum of American Art                                                      | New York                   | 70.1292                    | 29,8 × 40,6    |
| 1916         | Rocky Shore and Sea                                                                                | O-209          | Öl auf Holz                                    | Whitney Museum of American Art                                                      | New York                   | 70.1267                    |                |
| 1916         | Rocky Projection at the Sea                                                                        | O-210          | Öl auf Karton                                  | Whitney Museum of American Art                                                      | New York                   | 70.1310                    |                |
| 1916         | Rocky Shore and Sea                                                                                | O-211          | Öl auf Holz                                    | Whitney Museum of American Art                                                      | New York                   | 70.1290                    |                |
| 1916         | Bluff                                                                                              | O-212          | Öl auf Karton                                  | Whitney Museum of American Art                                                      | New York                   | 70.1319                    |                |
| 1916         | Bluffs, Monhegan Island                                                                            | O-213          | Öl auf Holz                                    | Whitney Museum of American Art                                                      | New York                   | 70.1289                    |                |
| 1916         | Little Cove, Monhegan                                                                              | O-214          | Öl auf Karton                                  | Whitney Museum of American Art                                                      | New York                   | 70.1669                    |                |
| 1916         | Rocks and Swirling Water                                                                           | O-215          | Öl auf Karton                                  | Whitney Museum of American Art                                                      | New York                   | 70.1320                    |                |
| 1916         | Rocky Shore and Sea, Monhegan                                                                      | O-216          | Öl auf Holz                                    | Whitney Museum of American Art                                                      | New York                   | 70.1311                    |                |
| 1916         | Waves Crashing on Rocks, Monhegan                                                                  | O-217          | Öl auf Karton                                  | Whitney Museum of American Art                                                      | New York                   | 70.1313                    |                |
| 1916–1919    | Rocky Sea Shore                                                                                    | O-218          | Öl auf Leinwand                                | Whitney Museum of American Art                                                      | New York                   | 70.1666                    | 24,1 × 32,9    |
| 1916         | Waves and Rocky Shore                                                                              | O-219          | Öl auf Holz                                    | Whitney Museum of American Art                                                      | New York                   | 70.1288                    |                |
| 1916         | Blackhead, Monhegan                                                                                | O-220          | Öl auf Holz                                    | Whitney Museum of American Art                                                      | New York                   | 70.1291                    |                |
| 1916         | Blackhead, Monhegan                                                                                | O-221          | Öl auf Holz                                    | Whitney Museum of American Art                                                      | New York                   | 70.1668                    |                |
| 1916         | Blackhead, Monhegan                                                                                | O-222          | Öl auf Holz                                    | Whitney Museum of American Art                                                      | New York                   | 70.1317                    | 24,1 × 33      |
| 1916         | Blackhead, Monhegan                                                                                | O-223          | Öl auf Holz                                    | New Britain Museum of American Art                                                  | Connecticut                |                            |                |
| 1916         | Rocky Cliffs by the Sea                                                                            | O-224          | Öl auf Leinwand                                | Whitney Museum of American Art                                                      | New York                   | 70.1675                    |                |
| 1916         | Sea and Shore                                                                                      | O-225          | Öl auf Leinwand                                | Whitney Museum of American Art                                                      | New York                   | 70.1673                    |                |
| 1916         | Rocks and Waves                                                                                    | O-226          | Öl auf Karton                                  | Whitney Museum of American Art                                                      | New York                   | 70.1308                    |                |
| 1916         | Rocky Shore                                                                                        | O-227          | Öl auf Holz                                    | Whitney Museum of American Art                                                      | New York                   | 70.1309                    |                |
| 1916         | Rocky Shore                                                                                        | O-228          | Öl auf Leinwand                                | Whitney Museum of American Art                                                      | New York                   | 70.1315                    |                |
| 1916         | Rocks and Shore                                                                                    | O-229          | Öl auf Holz                                    | Whitney Museum of American Art                                                      | New York                   | 70.1318                    |                |
| 1916         | Bluff                                                                                              | O-230          | Öl auf Leinwand                                | Whitney Museum of American Art                                                      | New York                   | 70.1670                    |                |
| 1916         | Rocky Projection                                                                                   | O-231          | Öl auf Karton                                  | Whitney Museum of American Art                                                      | New York                   | 70.1671                    |                |
| 1916         | Sea and Rocky Shore                                                                                | O-232          | Öl auf Leinwand, Paneel                        | Whitney Museum of American Art                                                      | New York                   | 70.1674                    |                |
| 1916         | Small Town Station                                                                                 | O-234          | Öl auf Leinwand                                | Whitney Museum of American Art                                                      | New York                   | 70.1209                    | 66 × 96,5      |
| 1916–1925    | In a Restaurant                                                                                    |                | Conté-Kreide auf Karton                        | Whitney Museum of American Art                                                      | New York                   | 70.1449                    | 67,6 × 55,1    |
| 1918         | Statue at Park Entrance                                                                            | O-233          | Öl auf Leinwand                                | Whitney Museum of American Art                                                      | New York                   | 70.1194                    |                |
| um 1918      | Self-Portrait with Hat                                                                             |                | Radierplatte                                   | Whitney Museum of American Art                                                      | New York                   |                            | 12,4 × 10,2    |
| 1920         | East River                                                                                         | O-235          | Öl auf Leinwand                                | Privatsammlung                                                                      |                            |                            | 81,3 × 106,7   |
| 1920         | The Red Cow                                                                                        | O-236          | Öl auf Leinwand                                | Verschollen / Verbleib unklar, vermutlich zerstört                                  |                            |                            |                |
| 1920         | American Landscape                                                                                 |                | Radierung                                      | The Metropolitan Museum of Art National Gallery of Art                              | New York Washington, D. C. | 1949.5.70                  | 18,5 × 31,4    |
| 1920         | Night on the El Train                                                                              |                | Radierung                                      | Philadelphia Museum of Art                                                          | Philadelphia, Pennsylvania |                            | 18,7 × 20,3    |
| 1920         | House on a Hill or The Buggy                                                                       |                | Radierung                                      | Philadelphia Museum of Art                                                          | Philadelphia, Pennsylvania |                            | 20,3 × 25,4    |
| um 1920      | Standing Nude                                                                                      |                | Conté-Kreide auf Papier                        | Whitney Museum of American Art                                                      | New York                   | 70.414                     | 27 × 41,9      |
| 1921         | Girl at Sewing Machine                                                                             | O-237          | Öl auf Leinwand                                | Fundación Colección Thyssen-Bornemisza                                              | Madrid                     | 595 (1977.49)              | 48,3 × 45,7    |
| 1921         | New York Interior                                                                                  | O-238          | Öl auf Leinwand                                | Whitney Museum of American Art                                                      | New York                   | 70.1200                    | 61,6 × 73,3    |
| 1921         | House Tops                                                                                         |                | Radierung                                      | Philadelphia Museum of Art                                                          | Philadelphia, Pennsylvania |                            | 15,2 × 20,3    |
| 1921         | Evening Wind                                                                                       |                | Radierung                                      | National Gallery of Art Whitney Museum of American Art                              | Washington, D. C. New York | 1943.3.4857 70.1022        | 17,5 × 21      |
| 1921         | Vorstudie zu Evening Wind                                                                          |                | Kreide und Kohle auf Papier                    | Whitney Museum of American Art                                                      | New York                   | 70.343                     | 25,4 × 35,4    |
| 1921         | Night in the Park                                                                                  | Radierung      |                                                | Whitney Museum of American Art National Gallery of Art                              | New York Washington, D. C. | 1963.11.119                | 17,5 × 21      |
| 1921         | Moonlight Interior                                                                                 | O-239          | Öl auf Leinwand                                | The Regis Collection                                                                | Minneapolis, Minnesota     |                            | 35,4 × 50,6    |
| 1921         | Night Shadows                                                                                      |                | Radierung                                      | Whitney Museum of American Art                                                      | New York                   | 70.1047                    | 17,5 × 21      |
| 1921         | Night Shadows                                                                                      |                | Radierung                                      | Whitney Museum of American Art                                                      | New York                   | 70.1048                    | 17,8 × 21,3    |
| 1921         | The Lighthouse (Main Coast)                                                                        |                | Radierung                                      | Whitney Museum of American Art                                                      | New York                   | 70.1032                    | 39,4 × 43,7    |
| 1922         | New York Restaurant                                                                                | O-240          | Öl auf Leinwand                                | Muskegon Museum of Art                                                              | Muskegon, Michigan         |                            | 61 × 76,2      |
| um 1922–1923 | Railroad Crossing                                                                                  | O-241          | Öl auf Leinwand                                | Whitney Museum of American Art                                                      | New York                   | 70.1189                    | 73,7 × 101     |
| 1922         | The Railroad                                                                                       |                | Radierung                                      | Whitney Museum of American Art                                                      | New York                   | 70.1049                    | 20 × 24,9      |
| 1922         | The Locomotive                                                                                     |                | Radierung                                      | Whitney Museum of American Art                                                      | New York                   | 70.1039                    | 20 × 25,1      |
| 1922         | East Side Interior                                                                                 |                | Radierung                                      | Whitney Museum of American Art National Gallery of Art                              | New York Washington, D. C. | 70.1018 2015.19.811        | 20 × 25,4      |
| 1922         | The Cat Boat                                                                                       |                | Radierung                                      | National Gallery of Art                                                             | Washington, D. C.          | 1949.5.72                  | 19,7 × 24,8    |
| 1923         | Apartment Houses                                                                                   | O-242          | Öl auf Leinwand                                | Pennsylvania Academy of the Fine Arts                                               | Philadelphia, Pennsylvania |                            | 61 × 73,5      |
| 1923         | Eastern Point Light                                                                                | W-060          | Aquarell                                       | Privatsammlung                                                                      |                            |                            |                |
| 1923         | Dead Trees                                                                                         | W-061          | Aquarell auf Papier                            | Warner Collection of Gulf States Paper Corp.                                        | Tuscaloosa, Alabama        |                            |                |
| 1923         | Beam Trawler, the Seal                                                                             | W-062          | Aquarell auf Papier                            | Privatsammlung                                                                      |                            |                            |                |
| 1923         | Deck of Beam Trawler                                                                               | W-063          | Aquarell über Bleistift                        | Museum of Fine Arts                                                                 | Boston, Massachusetts      |                            |                |
| 1923         | Houses of Squam Light                                                                              | W-064          | Aquarell                                       | Museum of Fine Arts                                                                 | Boston, Massachusetts      |                            |                |
| 1923         | Shacks at Lanesville                                                                               | W-065          | Aquarell auf Papier                            | Sammlung von Emilio Carlo Orecchia                                                  |                            |                            |                |
| 1923         | Gloucester Mansions                                                                                | W-066          | Aquarell auf Papier                            | Art Institute of Chicago                                                            | Washington, D.C.           | 1933.486                   | 35,2 × 50,6    |
| 1923         | New England House                                                                                  | W-067          | Aquarell auf Papier                            | Privatsammlung                                                                      |                            |                            |                |
| 1923         | Italian Quarter                                                                                    | W-068          | Aquarell auf Papier                            | Sammlung von Mrs. Harold Brandaleone                                                |                            |                            |                |
| 1923         | House in Italian Quarter                                                                           | W-069          | Aquarell auf Papier                            | Sammlung von Mr. and Mrs. Philip Berman                                             |                            |                            |                |
| 1923         | House with a Bay Window                                                                            | W-070          | Aquarell auf Papier                            | Privatsammlung                                                                      |                            |                            |                |
| 1923         | House with Fence                                                                                   | W-071          | Aquarell auf Papier                            | Kennedy Galleries, Inc.                                                             | New York                   |                            |                |
| 1923         | The Mansard Roof                                                                                   | W-072          | Aquarell auf Papier                            | The Brooklyn Museum                                                                 | New York                   |                            |                |
| 1923         | Portuguese Church                                                                                  | W-073          | Aquarell auf Papier                            | Privatsammlung                                                                      |                            |                            |                |
| 1923         | Portuguese Quarter                                                                                 | W-074          | Aquarell auf Papier                            | Privatsammlung                                                                      |                            |                            |                |
| 1923         | Apple Trees                                                                                        | W-075          | Aquarell auf Papier                            | Whitney Museum of American Art                                                      | New York                   | 70.1088                    |                |
| 1923         | House and Boats                                                                                    | W-076          | Aquarell auf Papier                            | Hunter Museum of American Art                                                       | Chattanooga, Tennessee     |                            |                |
| 1923         | A Mlle. Jo Noel                                                                                    | W-077          | Gouache auf Papier                             | Sammlung von Mr. and Mrs. Philip L. Sanborn                                         |                            |                            |                |
| 1923         | The Pine Tree                                                                                      | W-078          | Aquarell auf Papier                            | Verschollen / Verbleib unklar                                                       |                            |                            |                |
| 1923         | Victorian House                                                                                    | W-079          | Aquarell auf Papier                            | Whitney Museum of American Art                                                      | New York                   | 70.1432                    |                |
| 1923         | Street Corner                                                                                      | W-080          | Aquarell auf Papier                            | Whitney Museum of American Art                                                      | New York                   | 70.1125                    |                |
| 1923         | Houses on the Beach, Gloucester                                                                    | W-081          | Aquarell auf Papier                            | Sammlung von Rita and Daniel Fraad                                                  |                            |                            |                |
| 1923         | Group of Houses                                                                                    | W-082          | Aquarell auf Papier                            | Whitney Museum of American Art                                                      | New York                   | 70.1090                    |                |
| 1923         | Gloucester Houses                                                                                  | W-083          | Aquarell auf Papier                            | Whitney Museum of American Art                                                      | New York                   | 70.1107                    |                |
| 1923         | Back Street, Gloucester                                                                            | W-084          | Aquarell auf Papier                            | Whitney Museum of American Art                                                      | New York                   | 70.1119                    |                |
| 1923         | White House with Dormer Window                                                                     | W-085          | Aquarell auf Papier                            | Whitney Museum of American Art                                                      | New York                   | 70.1154                    |                |
| 1923         | Outhouses                                                                                          | W-086          | Aquarell und Contè auf Papier                  | Whitney Museum of American Art                                                      | New York                   | 70.1152                    |                |
| 1923         | House by the Sea                                                                                   | W-087          | Aquarell und Bleistift auf Papier              | Whitney Museum of American Art                                                      | New York                   | 70.1128                    |                |
| 1923         | Bell Tower                                                                                         | W-088          | Aquarell auf Papier                            | Whitney Museum of American Art                                                      | New York                   | 70.1109                    |                |
| 1923         | Small Town on Cove                                                                                 | W-089          | Aquarell auf Papier                            | Whitney Museum of American Art                                                      | New York                   | 70.1132                    |                |
| 1923         | Jo Sketching at Good Harbor Beach                                                                  | W-090          | Aquarell                                       | Whitney Museum of American Art                                                      | New York                   | 70.1129                    |                |
| 1923         | Blynman Bridge                                                                                     | W-091          | Aquarell auf Papier                            | Whitney Museum of American Art                                                      | New York                   | 70.1120                    |                |
| 1923         | Trawler in Dock                                                                                    | W-092          | Aquarell auf Papier                            | Kennedy Galleries, Inc.                                                             | New York                   |                            |                |
| 1923         | Trawler                                                                                            | W-093          | Aquarell auf Papier                            | Whitney Museum of American Art                                                      | New York                   | 70.1092                    |                |
| 1923         | Two Trawlers                                                                                       | W-094          | Aquarell auf Papier                            | Whitney Museum of American Art                                                      | New York                   | 70.1091                    |                |
| 1923         | Destroyer and Rocky Shore                                                                          | W-095          | Aquarell auf Papier                            | Whitney Museum of American Art                                                      | New York                   | 70.1136                    |                |
| 1923         | Rocky Shore and Water                                                                              | W-096          | Aquarell auf Papier                            | Whitney Museum of American Art                                                      | New York                   | 70.1137                    |                |
| 1923         | The Lonely House                                                                                   |                | Radierung                                      | The Metropolitan Museum of Art                                                      | New York                   | 70.1040                    | 19,9 × 25      |
| 1923         | Sailboat with Figures                                                                              | W-097          | Aquarell auf Papier                            | Whitney Museum of American Art                                                      | New York                   | 70.1115                    |                |
| 1923         | Railroad Crossing                                                                                  |                | Kaltnadelradierung                             | Philadelphia Museum of Art                                                          | Philadelphia, Pennsylvania |                            | 17,8 × 22,9    |
| 1924         | New York Pavements                                                                                 | O-243          | Öl auf Leinwand                                | The Chrysler Museum, Gift of Walter P. Chrysler Jr.                                 | Norfolk, Virginia          | 83.591                     | 62,9 × 75,6    |
| 1924         | Bow of Beam Trawler                                                                                | W-098          | Aquarell auf Papier                            | Privatsammlung                                                                      |                            |                            |                |
| 1924         | Funnel of Trawler                                                                                  | W-099          | Aquarell auf Papier                            | Sammlung von Kathy and Bruce Hornsby                                                |                            |                            |                |
| 1924         | Gloucester Beach, Bass Rocks                                                                       | W-100          | Aquarell auf Papier                            | Privatsammlung                                                                      |                            |                            |                |
| 1924         | House on the Shore                                                                                 | W-101          | Aquarell auf Papier                            | Sammlung von Mrs. Robert P. Cresci                                                  |                            |                            |                |
| 1924         | Gloucester Factory and House                                                                       | W-102          | Aquarell auf Papier                            | Sammlung von Mr. and Mrs. S. Roger Horchow                                          |                            |                            |                |
| 1924         | Gloucester Mansion                                                                                 | W-103          | Aquarell auf Papier                            | Museum of Fine Arts                                                                 | Boston, Massachusetts      |                            |                |
| 1924         | Houses                                                                                             | W-104          | Aquarell auf Papier                            | Whitney Museum of American Art                                                      | New York                   | 70.1151                    |                |
| 1924         | Haskell’s House                                                                                    | W-105          | Aquarell auf Papier                            | National Gallery of Art                                                             | Washington, D.C.           |                            |                |
| 1924         | House and Harbor                                                                                   | W-106          | Aquarell auf Papier                            | Sammlung von Alice Lawrence                                                         |                            |                            |                |
| 1924         | Parkhurst’s House                                                                                  | W-107          | Aquarell auf Papier                            | Privatsammlung                                                                      |                            |                            |                |
| 1924         | House at the Fort                                                                                  | W-108          | Aquarell auf Papier                            | Museum of Fine Arts                                                                 | Boston, Massachusetts      |                            |                |
| 1924         | Rocks at the Fort                                                                                  | W-109          | Aquarell auf Papier                            | Sammlung von Jean and Alwin Snowiss                                                 |                            |                            |                |
| 1924         | Landscape with Rocks                                                                               | W-110          | Aquarell auf Papier                            | Whitney Museum of American Art                                                      | New York                   | 70.1150                    |                |
| 1924         | Beach Cottage near Rocks                                                                           | W-111          | Aquarell auf Papier                            | Whitney Museum of American Art                                                      | New York                   | 70.1112                    |                |
| 1924         | Rocks and House                                                                                    | W-112          | Aquarell auf Papier                            | Whitney Museum of American Art                                                      | New York                   | 70.1148                    |                |
| 1924         | House above a River                                                                                | W-113          | Aquarell auf Papier                            | Whitney Museum of American Art                                                      | New York                   | 70.1149                    |                |
| 1924         | Reclining Nude                                                                                     | W-114          | Aquarell auf Papier                            | Whitney Museum of American Art                                                      | New York                   | 70.1089                    |                |
| 1924         | Jo Sleeping                                                                                        | W-115          | Aquarell auf Papier                            | Whitney Museum of American Art                                                      | New York                   | 70.1113                    |                |
| 1924         | “I’m afraid, she said, looking at me straigthly now, that Shady’s cough is more than just a cough” |                | Conté-Kreide mit Weißhöhungen auf Karton       | Whitney Museum of American Art                                                      | New York                   | 70.1455                    | 76,1 × 55,2    |
| 1925         | The Bootleggers                                                                                    | O-244          | Öl auf Leinwand                                | Currier Gallery of Art                                                              | Manchester, New Hampshire  | Currier Funds 1956.4       | 76,5 × 96,5    |
| 1925         | House by the Railroad                                                                              | O-245          | Öl auf Leinwand                                | The Museum of Modern Art                                                            | New York                   |                            | 61 × 73,7      |
| 1925         | Self-Portrait                                                                                      | O-246          | Öl auf Leinwand                                | Whitney Museum of American Art, Josephine N. Hopper Bequest                         | New York                   | 70.1165                    | 64,1 × 52,4    |
| 1925         | Adobe Houses                                                                                       | W-116          | Aquarell auf Papier                            | Privatsammlung                                                                      |                            |                            | 34,5 × 49,8    |
| 1925         | Adobes and Shed, New Mexico                                                                        | W-117          | Aquarell auf Papier                            | Whitney Museum of American Art                                                      | New York                   | 70.1121                    | 35,2 × 50,6    |
| 1925         | Interior (Model reading)                                                                           | W-118          | Aquarell über Bleistift auf Elfenbeinpapier    | The Art Institute of Chicago                                                        | Chicago, Illinois          | 1933.487                   | 35,3 × 50,6    |
| 1925         | Denver and Rio Grande Locomotive                                                                   | W-119          | Aquarell auf Papier                            | The Metropolitan Museum of Art                                                      |                            |                            |                |
| 1925         | Double House, Gloucester                                                                           |                | Radierung                                      | Minneapolis Institute of Arts                                                       | Minneapolis                | 86.113                     |                |
| 1925         | Locomotive and Freight Car                                                                         | W-120          | Aquarell auf Papier                            | Whitney Museum of American Art                                                      | New York                   | 70.1144                    |                |
| 1925         | La Penitente                                                                                       | W-121          | Aquarell auf Papier                            | Verschollen / Verbleib unklar                                                       |                            |                            |                |
| 1925         | Pink House with Stone Wall                                                                         | W-122          | Aquarell auf Papier                            | Whitney Museum of American Art                                                      | New York                   | 70.1133                    |                |
| 1925         | Poplars                                                                                            | W-123          | Aquarell auf Papier                            | Privatsammlung                                                                      |                            |                            |                |
| 1925         | Railroad Trestle in the Desert                                                                     | W-124          | Aquarell auf Papier                            | Whitney Museum of American Art                                                      | New York                   | 70.1099                    |                |
| 1925         | House near a Dry Stream                                                                            | W-125          | Aquarell auf Papier                            | Whitney Museum of American Art                                                      | New York                   | 70.1126                    |                |
| 1925         | Ranch House                                                                                        | W-126          | Aquarell auf Papier                            | Williams College of Art                                                             |                            |                            |                |
| 1925         | St Francis’ Towers                                                                                 | W-127          | Aquarell auf Papier                            | The Phillips Collection                                                             | Washington, D.C.           |                            |                |
| 1925         | Saint Michael’s College                                                                            | W-128          | Aquarell auf Papier                            | Whitney Museum of American Art                                                      | New York                   | 70.1158                    |                |
| 1925         | Skyline, near Washington Square                                                                    | W-129          | Aquarell auf Karton                            | Munson-Williams-Proctor Institute, Museum of Art                                    | Utica, New York            |                            | 38,4 × 54,8    |
| 1925         | Day after the Funeral                                                                              | W-130          | Aquarell auf Papier                            | Privatsammlung                                                                      |                            |                            |                |
| 1925         | Manhattan Bridge                                                                                   | W-131          | Aquarell auf Papier                            | The Fogg Art Museum, Harvard University Art Museums                                 | Cambridge, Massachusetts   |                            |                |
| 1925–1926    | Manhattan Bridge                                                                                   | W-132          | Aquarell auf Papier                            | Whitney Museum of American Art                                                      | New York                   | 70.1098                    | 35,4 × 50,5    |
| 1925–1930    | Fireplace at Hopper’s New York Apartment                                                           |                | Tusche auf Papier                              | Whitney Museum of American Art                                                      | New York                   |                            | 31 × 17,8      |
| 1926         | Sunday                                                                                             | O-247          | Öl auf Leinwand                                | The Phillips Collection                                                             | Washington, D.C.           |                            | 73,7 × 86,4    |
| 1926         | Eleven a.m.                                                                                        | O-248          | Öl auf Leinwand                                | Hirshhorn Museum / Sculpture Garden, Smithsonian Institution                        | Washington, D.C.           |                            | 71,4 × 91,8    |
| 1926         | Gloucester Street                                                                                  | O-249          | Öl auf Leinwand                                | Sammlung von Robert A. Daly                                                         |                            |                            |                |
| 1926         | Maine in Fog                                                                                       | O-250          | Öl auf Leinwand                                |                                                                                     |                            | 70.1205                    |                |
| 1926         | The Lily Apartments                                                                                | W-133          | Aquarell auf Papier                            | Berry-Hill Galleries, Inc.                                                          | New York                   |                            |                |
| 1926         | Manhattan Bridge Entrance                                                                          | W-134          | Aquarell auf Papier                            | Verschollen / Verbleib unklar                                                       |                            |                            |                |
| 1926         | Roofs of Washington Square                                                                         | W-135          | Aquarell über Kohle auf Papier                 | The Carnegie Museum of Art                                                          | Pittsburgh, Pennsylvania   |                            | 35,2 × 50,5    |
| 1926         | Skylights                                                                                          | W-136          | Aquarell auf Papier                            | Verschollen / Verbleib unklar                                                       |                            |                            |                |
| 1926         | Rooftops                                                                                           | W-137          | Aquarell auf Papier                            | Whitney Museum of American Art                                                      | New York                   | 70.1114                    | 32,7 × 50,5    |
| 1926         | Mrs. Acorn’s Parlor                                                                                | W-138          | Aquarell auf Papier                            | The Museum of Modern Art                                                            | New York                   |                            |                |
| 1926         | Haunted House                                                                                      | W-139          | Aquarell auf Papier                            | William A. Farnsworth Library and Art Museum                                        | Rockland, Maine            |                            | 33,6 × 50,8    |
| 1926         | Talbot’s House                                                                                     | W-140          | Aquarell auf Papier                            | Privatsammlung                                                                      |                            |                            |                |
| 1926         | Lime Rock Quarry I                                                                                 | W-141          | Aquarell auf Papier                            | Privatsammlung                                                                      |                            |                            |                |
| 1926         | Lime Rock Quarry II                                                                                | W-142          | Aquarell auf Papier                            | Delaware Art Museum                                                                 | Wilmington, Delaware       |                            |                |
| 1926         | Lime Rock Quarry                                                                                   | W-143          | Aquarell auf Papier                            | Whitney Museum of American Art                                                      | New York                   | 70.1141                    |                |
| 1926         | Rocks                                                                                              | W-144          | Aquarell auf Papier                            | Whitney Museum of American Art                                                      | New York                   | 70.1433                    |                |
| 1926         | Lime Rock Railroad                                                                                 | W-145          | Aquarell auf Papier                            | The Art Museum, Princeton University                                                | Princeton, New Jersey      |                            |                |
| 1926         | Railroad Crossing                                                                                  | W-146          | Aquarell auf Papier                            | Kennedy Galleries, Inc.                                                             | New York                   |                            |                |
| 1926         | Civil War Campground                                                                               | W-147          | Aquarell auf Papier                            | The Albrecht-Kemper Museum of Art                                                   | St. Joseph, Missouri       |                            |                |
| 1926         | Rockland Harbor                                                                                    | W-148          | Aquarell auf Papier                            | Wadsworth Atheneum                                                                  | Hartford (Connecticut)     |                            |                |
| 1926         | Harbor Shore, Rockland                                                                             | W-149          | Aquarell auf Papier                            | Sammlung von J.T. and Frances Neal                                                  |                            |                            |                |
| 1926         | Bow of Beam Trawler Widgeon                                                                        | W-150          | Aquarell auf Papier                            | Montgomery Museum of Fine Arts, Blount Collection                                   | Montgomery, Alabama        |                            |                |
| 1926         | Beam Trawler Widgeon                                                                               | W-151          | Aquarell auf Papier                            | Privatsammlung                                                                      |                            |                            |                |
| 1926         | Beam Trawler Osprey                                                                                | W-152          | Aquarell auf Papier                            | Privatsammlung                                                                      |                            |                            |                |
| 1926         | Bow of Beam Trawler Osprey                                                                         | W-153          | Aquarell über Kohle auf Papier                 | Saint Louis Art Museum                                                              | St. Louis, Missouri        |                            |                |
| 1926         | Boat Deck                                                                                          | W-154          | Aquarell auf Papier                            | Whitney Museum of American Art                                                      | New York                   | 70.1110                    |                |
| 1926         | Beam Trawler Teal                                                                                  | W-155          | Aquarell auf Papier montiert auf Karton        | Munson-Williams-Proctor Institute                                                   | Utica, New York            |                            |                |
| 1926         | Trawler and Telegraph Pole                                                                         | W-156          | Aquarell auf Papier                            | The Art Museum, Princeton University                                                | Princeton, New Jersey      |                            |                |
| 1926         | Schooner’s Bowsprit                                                                                | W-157          | Aquarell auf Papier                            | William A. Farnsworth Library and Art Museum                                        | Rockland, Maine            |                            |                |
| 1926         | Schooner’s Hull                                                                                    | W-158          | Aquarell auf Papier                            | Privatsammlung                                                                      |                            |                            |                |
| 1926         | Shipyard                                                                                           | W-159          | Aquarell auf Papier                            | Sammlung von Harriet and Sol Shanus                                                 |                            |                            |                |
| 1926         | Abbott’s House                                                                                     | W-160          | Aquarell auf Papier                            | New Britain Museum of American Art                                                  | Connecticut                |                            |                |
| 1926         | Anderson’s House                                                                                   | W-161          | Aquarell auf Papier                            | Museum of Fine Arts                                                                 | Boston, Massachusetts      |                            |                |
| 1926         | Davis House                                                                                        | W-162          | Aquarell auf Papier                            | Sammlung von Harriet and Mortimer Spiller                                           |                            |                            |                |
| 1926         | Tony’s House                                                                                       | W-163          | Aquarell auf Papier                            | Albright-Knox Art Gallery                                                           | Buffalo, New York          |                            |                |
| 1926         | Universalist Church                                                                                | W-164          | Aquarell auf Papier                            | The Art Museum Princeton University                                                 | Princeton, New Jersey      |                            |                |
| 1926         | The Hill                                                                                           | W-165          | Aquarell auf Papier                            | Sammlung von Eleanor Briggs                                                         |                            |                            |                |
| 1926         | House by Squam River                                                                               | W-166          | Aquarell auf Papier                            | Museum of Fine Arts                                                                 | Boston, Massachusetts      |                            |                |
| 1926         | Gloucester Harbor                                                                                  | W-167          | Aquarell auf Papier                            | Southwestern Bell Corporation                                                       | San Antonio, Texas         |                            |                |
| 1926         | Trees, East Gloucester                                                                             | W-168          | Aquarell auf Papier                            | Verschollen / Verbleib unklar                                                       |                            |                            |                |
| 1926         | Landscape                                                                                          | W-169          | Aquarell auf Papier                            | Whitney Museum of American Art                                                      | New York                   | 70.1130                    |                |
| 1926         | Landscape: Hills and Trees                                                                         | W-170          | Aquarell auf Papier                            | Whitney Museum of American Art                                                      | New York                   | 70.1131                    |                |
| 1926         | Houses with Tombstones                                                                             | W-171          | Aquarell auf Papier                            | Whitney Museum of American Art                                                      | New York                   | 70.1103                    |                |
| 1926         | Houses on a Hill                                                                                   | W-172          | Aquarell auf Papier                            | Privatsammlung                                                                      |                            |                            |                |
| 1926         | Landscape with Barn and Well                                                                       | W-173          | Aquarell auf Papier                            | Whitney Museum of American Art                                                      | New York                   | 70.1122                    |                |
| 1926         | Landscape with Bridge                                                                              | W-174          | Aquarell auf Papier                            | Whitney Museum of American Art                                                      | New York                   | 70.1135                    |                |
| 1927         | Automat                                                                                            | O-251          | Öl auf Leinwand                                | Des Moines Art Center Permanent Collection                                          | Des Moines, Iowa           | 1958.2                     | 71,4 × 91,4    |
| 1927         | The City                                                                                           | O-252          | Öl auf Leinwand                                | Collection of The University of Arizona Museum of Art                               | Tucson, Arizona            |                            | 70 × 90,4      |
| 1927         | Two on the Aisle                                                                                   | O-253          | Öl auf Leinwand                                | The Toledo Museum of Art                                                            | Toledo (Ohio)              |                            | 102,2 × 122,6  |
| 1927         | Lighthouse Hill                                                                                    | O-254          | Öl auf Leinwand                                | Dallas Museum of Art                                                                | Dallas, Texas              |                            | 73,8 × 102,2   |
| 1927         | Captain Upton’s House                                                                              | O-255          | Öl auf Leinwand                                | Sammlung von Steve Martin                                                           |                            |                            | 71,1 × 91,4    |
| 1927         | Drug Store                                                                                         | O-256          | Öl auf Leinwand                                | Museum of Fine Arts                                                                 | Boston, Massachusetts      |                            | 73,7 × 101,6   |
| 1927         | Two Lights Village                                                                                 | W-175          | Aquarell auf Papier                            | Fitchburg Art Museum                                                                | Fitchburg, Massachusetts   |                            | 34 × 48,9      |
| 1927         | Coast Guard Station                                                                                | W-176          | Aquarell auf Papier                            | The Metropolitan Museum of Art                                                      | New York                   |                            |                |
| 1927         | Coast Guard Station                                                                                | W-177          | Aquarell auf Papier                            | Whitney Museum of American Art                                                      | New York                   | 70.1093                    |                |
| 1927         | Coast Guard Station                                                                                | W-178          | Aquarell auf Papier                            | Whitney Museum of American Art                                                      | New York                   | 70.1157                    |                |
| 1927         | Coast Guard Station at Two Lights                                                                  | W-179          | Aquarell auf Papier                            | Privatsammlung                                                                      |                            |                            |                |
| 1927         | Foreshore – Two Lights or Cape Elizabeth Shore                                                     | W-180          | Aquarell auf Papier                            | The Hight Museum of Art                                                             | Atlanta, Georgia           |                            |                |
| 1927         | Hill and Houses                                                                                    | W-181          | Aquarell auf Papier                            | Museum of Fine Arts                                                                 | Boston, Massachusetts      |                            |                |
| 1927         | Light at Two Lights                                                                                | W-182          | Aquarell auf Papier                            | Collection of Blount, Inc.                                                          | Montgomery, Alabama        |                            |                |
| 1927         | Light at Two Lights                                                                                | W-183          | Aquarell auf Papier                            | Whitney Museum of American Art                                                      | New York                   | 70.1143                    |                |
| 1927         | Light at Two Lights                                                                                | W-184          | Aquarell auf Papier                            | Whitney Museum of American Art                                                      | New York                   | 70.1094                    |                |
| 1927         | House of the Fog Horn I                                                                            | W-185          | Aquarell auf Papier                            | The Metropolitan Museum of Art                                                      | New York                   |                            |                |
| 1927         | House of the Fog Horn II                                                                           | W-186          | Aquarell auf Papier                            | Museum of Fine Arts                                                                 | Boston, Massachusetts      |                            |                |
| 1927         | Lobster Shack                                                                                      | W-187          | Aquarell auf Papier                            | Privatsammlung                                                                      |                            |                            |                |
| 1927         | Bill Latham’s House                                                                                | W-188          | Aquarell auf Papier                            | Mr Daniel Koshland, Jr                                                              |                            |                            |                |
| 1927         | The Latham Family Home, Maine                                                                      | W-189          | Aquarell auf Papier                            | Verschollen / Verbleib unklar                                                       |                            |                            |                |
| 1927         | Custom House, Portland, Maine                                                                      | W-190          | Aquarell auf Papier                            | Wadsworth Atheneum                                                                  | Hartford, Connecticut      |                            |                |
| 1927         | Libby House, Portland                                                                              | W-191          | Aquarell auf Papier                            | The Fogg Art Museum, Harvard University Art Museums                                 | Cambridge, Massachusetts   |                            |                |
| 1927         | Portland Head Light                                                                                | W-192          | Aquarell auf Papier                            | Museum of Fine Arts                                                                 | Boston, Massachusetts      |                            |                |
| 1927         | Captain Strout’s House, Portland Head                                                              | W-193          | Aquarell auf Papier                            | Wadsworth Atheneum                                                                  | Hartford, Connecticut      |                            |                |
| 1927         | Rocky Pedestal                                                                                     | W-194          | Aquarell über Kohle auf Papier                 | The Carnegie Museum of Art                                                          | Pittsburgh, Pennsylvania   |                            |                |
| 1927         | Cars and Rocks                                                                                     | W-195          | Aquarell auf Papier                            | Whitney Museum of American Art                                                      | New York                   | 70.1104                    | 35,2 × 50,8    |
| 1927         | Spurwink Church                                                                                    | W-196          | Aquarell auf Papier                            | Privatsammlung                                                                      |                            |                            |                |
| 1927         | House and Vermont Barn                                                                             | W-197          | Aquarell auf Papier                            | Privatsammlung                                                                      |                            |                            |                |
| 1927         | Farm Buildings and Cow                                                                             | W-198          | Aquarell auf Papier                            | Whitney Museum of American Art                                                      | New York                   | 70.1123                    |                |
| 1927         | Farm Building with Haywagon                                                                        | W-199          | Aquarell auf Papier                            | Whitney Museum of American Art                                                      | New York                   | 70.1155                    |                |
| 1927         | Barn and Silo, Vermont                                                                             | W-200          | Aquarell auf Papier                            | The Metropolitan Museum of Art                                                      | New York                   |                            |                |
| 1927         | Red Barn in Autumn Landscape                                                                       | W-201          | Aquarell auf Papier                            | Whitney Museum of American Art                                                      | New York                   | 70.1102                    |                |
| 1927         | Landscape: Woods                                                                                   | W-202          | Aquarell auf Papier                            | Whitney Museum of American Art                                                      | New York                   | 70.1142                    |                |
| 1928         | Captain Ed Staples                                                                                 | O-257          | Öl auf Leinwand                                | Verbrannt 1929 bei einem Zugunglück                                                 |                            |                            |                |
| 1928         | From Williamsburg Bridge                                                                           | O-258          | Öl auf Leinwand                                | The Metropolitan Museum of Art                                                      | New York                   | 37.44                      | 73,7 × 109,2   |
| 1928         | Manhattan Bridge Loop                                                                              | O-259          | Öl auf Leinwand                                | Addison Gallery of American Art, Phillips Academy                                   | Andover, Massachusetts     |                            | 88,9 × 152,4   |
| 1928         | Cape Ann Granite                                                                                   | O-260          | Öl auf Leinwand                                | Privatsammlung                                                                      |                            |                            |                |
| 1928         | Freight Cars, Gloucester                                                                           | O-261          | Öl auf Leinwand                                | Gallery of American Art, Phillips Academy                                           | Andover, Massachusetts     |                            | 73,7 × 101,6   |
| 1928         | Hodgkin’s House                                                                                    | O-262          | Öl auf Leinwand                                | Privatsammlung                                                                      |                            |                            |                |
| 1928         | Blackwell’s Island                                                                                 | O-263          | Öl auf Leinwand                                | Privatsammlung, Dauerleihgabe an Frances Lehmann Loeb Art Center, Vassar College    | Poughkeepsie, New York     |                            |                |
| 1928         | Night Windows                                                                                      | O-264          | Öl auf Leinwand                                | The Museum of Modern Art                                                            | New York                   |                            | 73,7 × 86,4    |
| 1928         | Adam’s House                                                                                       | W-203          | Aquarell mit Kohle auf Papier                  | Wichita Art Museum                                                                  | Wichita, Kansas            | M122.54                    |                |
| 1928         | Back Street, Gloucester                                                                            | W-204          | Aquarell auf Papier                            | Yale University Art Gallery                                                         | New Haven, Connecticut     |                            |                |
| 1928         | Box Factory, Gloucester                                                                            | W-205          | Aquarell auf Papier                            | The Museum of Modern Art                                                            | New York                   |                            |                |
| 1928         | Cape Ann Pasture                                                                                   | W-206          | Aquarell auf Papier                            | Yale University Art Gallery                                                         | New Haven, Connecticut     |                            |                |
| 1928         | Circus Wagon                                                                                       | W-207          | Aquarell auf Papier                            | Privatsammlung                                                                      |                            |                            |                |
| 1928         | Gloucester Roofs                                                                                   | W-208          | Aquarell auf Papier                            | Sammlung von Mr. and Mrs. James A. Fisher                                           |                            |                            |                |
| 1928         | House on Middle Street                                                                             | W-209          | Aquarell auf Papier                            | The Currier Gallery of Art                                                          | Manchester, New Hampshire  |                            |                |
| 1928         | House at Riverdale                                                                                 | W-210          | Aquarell auf Papier                            | Privatsammlung                                                                      |                            |                            |                |
| 1928         | Marty Welch’s House                                                                                | W-211          | Aquarell auf Papier                            | Sammlung von Irwin Goldstein, M.D.                                                  |                            |                            |                |
| 1928         | Prospect Street, Gloucester                                                                        | W-212          | Aquarell auf Papier                            | Sammlung von Barbaralee Diamonstein and Carl Spielvogel                             |                            |                            | 71,7 × 91,4    |
| 1928         | Railroad Gates                                                                                     | W-213          | Aquarell auf Papier                            | Sammlung von Warren and Jane Shapleigh                                              |                            |                            |                |
| 1928         | Sultry Day                                                                                         | W-214          | Aquarell auf Papier                            | Sammlung von Mr. and Mrs. Bruce Hornsby                                             |                            |                            |                |
| 1928         | Factory and Shed                                                                                   | W-215          | Aquarell auf Papier                            | Whitney Museum of American Art                                                      | New York                   | 70.1097                    |                |
| 1928         | My Roof                                                                                            | W-216          | Aquarell auf Papier                            | Thyssen-Bornemisza-Sammlung                                                         | Lugano, Schweiz            |                            |                |
| 1928         | Balcony                                                                                            |                | Kaltnadelradierung                             | Whitney Museum of American Art                                                      | New York                   | 70.1507                    | 20,3 × 25,4    |
| 1929         | Chop Suey                                                                                          | O-265          | Öl auf Leinwand                                | Sammlung von Mr. and Mrs. Barney A. Ebsworth                                        |                            |                            | 81,3 × 96,5    |
| 1929         | Lighthouse at Two Lights                                                                           | O-266          | Öl auf Leinwand                                | The Metropolitan Museum of Art                                                      | New York                   |                            | 74,9 × 109,9   |
| 1929         | Coast Guard Station                                                                                | O-267          | Öl auf Leinwand                                | The Montclair Art Museum                                                            | Montclair, New Jersey      |                            |                |
| 1929         | Railroad Sunset                                                                                    | O-268          | Öl auf Leinwand                                | Whitney Museum of American Art                                                      | New York                   | 70.1170                    | 71,8 × 121,3   |
| 1929         | Ash’s House                                                                                        | W-217          | Aquarell auf Papier                            | The Museum of Modern Art                                                            | New York                   |                            |                |
| 1929         | Baptistery of St. John                                                                             | W-218          | Aquarell auf Papier                            | Privatsammlung                                                                      |                            |                            |                |
| 1929         | Charleston Doorway                                                                                 | W-219          | Aquarell auf Papier                            | Ecerson Museum of Art                                                               | Syracuse, New York         |                            |                |
| 1929         | Charleston Slum                                                                                    | W-220          | Aquarell auf Papier                            | Verschollen / Verbleib unklar                                                       |                            |                            |                |
| 1929         | House with Veranda, Charleston, S.C.                                                               | W-221          | Aquarell auf Papier                            | Whitney Museum of American Art                                                      | New York                   | 70.1146                    |                |
| 1929         | Folly Beach                                                                                        | W-222          | Aquarell auf Papier                            | The Metropolitan Museum of Art                                                      | New York                   |                            |                |
| 1929         | Negro Cabin                                                                                        | W-223          | Aquarell auf Papier                            | Verschollen / Verbleib unklar                                                       |                            |                            |                |
| 1929         | Automobile near a Cabin                                                                            | W-224          | Aquarell auf Papier                            | Whitney Museum of American Art                                                      | New York                   | 70.1127                    |                |
| 1929         | Cabin, Charleston, S.C.                                                                            | W-225          | Aquarell auf Papier                            | Whitney Museum of American Art                                                      | New York                   | 70.1147                    | 35,4 × 50,6    |
| 1929         | The Battery, Charleston, S.C.                                                                      | W-226          | Aquarell auf Papier                            | Whitney Museum of American Art                                                      | New York                   | 70.1145                    |                |
| 1929         | Fort and Gun                                                                                       | W-227          | Aquarell auf Papier                            | Whitney Museum of American Art                                                      | New York                   | 70.1124                    |                |
| 1929         | Lighthouse Village                                                                                 | W-228          | Aquarell auf Papier                            | The Cleveland Museum of Art, Hinman B. Hurlbut Collection                           | Cleveland, Ohio            |                            |                |
| 1929         | Coast Guard Boat I                                                                                 | W-229          | Aquarell auf Papier                            | Privatsammlung                                                                      |                            |                            |                |
| 1929         | Coast Guard Boat II                                                                                | W-230          | Aquarell auf Papier                            | Weil Brothers Collection                                                            |                            |                            |                |
| 1929         | Boat and Cliff                                                                                     | W-231          | Aquarell auf Papier                            | New Jersey State Museum Collection                                                  | Trenton                    |                            |                |
| 1929         | The Boot                                                                                           | W-232          | Aquarell und Gouache auf Papier                | Nelson-Atkins Museum of Art                                                         | Kansas City, Missouri      |                            |                |
| 1929         | The Dory (Two Lights, Maine)                                                                       | F77-36/3       | Aquarell über Kohle auf Papier                 | Nelson-Atkins Museum of Art                                                         | Kansas City, Missouri      |                            | 35,2 × 51,0    |
| 1929         | Coast Guard Cove                                                                                   | W-233          | Aquarell auf Papier                            | Privatsammlung                                                                      |                            |                            |                |
| 1929         | Rocky Cove                                                                                         | W-234          | Aquarell auf Papier                            | Thyssen-Bornemisza-Sammlung                                                         | Lugano, Schweiz            |                            |                |
| 1929         | Rocky Cove II                                                                                      | W-235          | Aquarell auf Papier                            | Whitney Museum of American Art                                                      | New York                   | 70.1139                    |                |
| 1929         | Rocks and Cove                                                                                     | W-236          | Aquarell auf Papier                            | Whitney Museum of American Art                                                      | New York                   | 70.1153                    |                |
| 1929         | House of the Fog Horn III                                                                          | W-237          | Aquarell auf Papier                            | Yale University Art Gallery                                                         | New Haven, Connecticut     |                            |                |
| 1929         | House with a Vine                                                                                  | W-238          | Aquarell auf Papier                            | Privatsammlung                                                                      |                            |                            |                |
| 1929         | Methodist Church                                                                                   | W-239          | Aquarell auf Papier                            | Tacoma Art Museum                                                                   | Tacoma, Washington         |                            |                |
| 1929         | Shore Acres                                                                                        | W-240          | Aquarell auf Papier                            | Sammlung von Dr. Meyer and Macia Friedman                                           |                            |                            |                |
| 1929         | Pemaquid Light                                                                                     | W-241          | Aquarell auf Papier                            | Portland Museum of Art                                                              | Portland, Maine            |                            |                |
| 1929         | Farm House at Essex                                                                                | W-242          | Aquarell                                       | Kathy and Bruce Hornsby                                                             |                            |                            |                |
| 1929         | Barn at Essex                                                                                      | W-243          | Aquarell auf Papier                            | Privatsammlung                                                                      |                            |                            |                |
| 1930         | House by an inlet                                                                                  | O-269          | Öl auf Leinwand                                | Privatsammlung                                                                      |                            |                            | 66 × 96,5      |
| 1930         | Early Sunday Morning                                                                               | O-270          | Öl auf Leinwand                                | Whitney Museum of American Art                                                      | New York                   | 31.426                     | 88,9 × 152,4   |
| 1930         | South Truro Church                                                                                 | O-271          | Öl auf Leinwand                                | Privatsammlung                                                                      |                            |                            | 73,7 × 109,2   |
| 1930         | Corn Hill, Truro, Cape Cod                                                                         | O-272          | Öl auf Leinwand                                | McNay Art Museum, The Mary and Sylvan Lang Collection                               | San Antonio, Texas         |                            | 73,7 × 109,2   |
| 1930         | Hills, South Truro                                                                                 | O-273          | Öl auf Leinwand                                | The Cleveland Museum of Art, Hinman B. Hurlbut Collection                           | Cleveland, Ohio            | 2647.31                    | 69,5 × 109,5   |
| 1930         | Tables for Ladies                                                                                  | O-274          | Öl auf Leinwand                                | The Metropolitan Museum of Art                                                      | New York                   | 31.62                      | 122,5 × 153    |
| 1930         | Apartment Houses, Harlem River                                                                     | O-275          | Öl auf Leinwand                                | Whitney Museum of American Art                                                      | New York                   | 70.1211                    |                |
| 1930         | Burly Cobb’s House, South Truro                                                                    | O-276          | Öl auf Leinwand                                | Whitney Museum of American Art                                                      | New York                   | 70.1210                    | 64,1 × 91,9    |
| 1930         | Road and Houses, South Truro                                                                       | O-277          | Öl auf Leinwand                                | Whitney Museum of American Art                                                      | New York                   | 70.1212                    | 68,6 × 109,2   |
| 1930–1933    | Cobb’s Barns and Distant Houses                                                                    | O-278          | Öl auf Leinwand                                | Whitney Museum of American Art                                                      | New York                   | 70.1206                    | 72,4 × 108,6   |
| 1930         | Cobb’s Barns, South Truro                                                                          | O-279          | Öl auf Leinwand                                | Whitney Museum of American Art                                                      | New York                   | 70.1207                    | 86,4 × 126,4   |
| 1930         | Burly Cobb Hen Coop and Barn                                                                       | W-244          | Aquarell auf Papier                            | Jordan Volpe Gallery                                                                | New York                   |                            |                |
| 1930         | Burly Cobb’s House                                                                                 | W-245          | Aquarell auf Papier                            | Privatsammlung                                                                      |                            |                            |                |
| 1930         | Truro Station Coal Box                                                                             | W-246          | Aquarell auf Papier                            | Wadsworth Atheneum                                                                  | Hartford, Connecticut      |                            |                |
| 1930         | Corn Hill                                                                                          | W-247          | Aquarell auf Papier                            | Privatsammlung                                                                      |                            |                            |                |
| 1930         | Highland Light, North Truro                                                                        | W-248          | Aquarell auf Papier                            | The Fogg Art Museum, Harvard University Art Museums                                 | Cambridge, Massachusetts   |                            |                |
| 1930         | House in Provincetown                                                                              | W-249          | Aquarell auf Papier                            | The University of Oklahoma, Fred Jones Jr. Museum of Art                            | Norman, Oklahoma           |                            |                |
| 1930         | Lewis Farm                                                                                         | W-250          | Aquarell auf Papier                            | Sammlung von Mr. and Mrs. David T. Chase                                            |                            |                            |                |
| 1930         | Methodist Church Tower                                                                             | W-251          | Aquarell auf Papier                            | Wadsworth Atheneum                                                                  | Hartford, Connecticut      |                            |                |
| 1930         | North Truro Station                                                                                | W-252          | Aquarell auf Papier                            | Albright-Knox Art Gallery                                                           | Buffalo, New York          |                            |                |
| 1930         | Rich’s House                                                                                       | W-253          | Aquarell auf Papier                            | Privatsammlung                                                                      |                            |                            |                |
| 1930         | House, Tree, Rocks                                                                                 | W-254          | Aquarell auf Papier                            | Whitney Museum of American Art                                                      | New York                   | 70.1138                    |                |
| 1930         | Dune with Green Top                                                                                | W-255          | Aquarell auf Papier                            | Privatsammlung                                                                      |                            |                            |                |
| 1930         | Dune at Truro                                                                                      | W-256          | Aquarell auf Papier                            | Private Collection                                                                  |                            |                            |                |
| 1930         | Dune by the Sea                                                                                    | W-257          | Aquarell auf Papier                            | Whitney Museum of American Art                                                      | New York                   | 70.1118                    |                |
| 1930         | Dune by the Sea                                                                                    | W-258          | Aquarell auf Papier                            | Whitney Museum of American Art                                                      | New York                   | 70.1180                    |                |
| 1930         | Rocky Shore                                                                                        | W-259          | Aquarell auf Papier                            | Whitney Museum of American Art                                                      | New York                   | 70.1117                    |                |
| 1930         | Dune and Shacks                                                                                    | W-260          | Aquarell auf Papier                            | Whitney Museum of American Art                                                      | New York                   | 70.1134                    |                |
| 1930         | South Truro Post Office I                                                                          | W-261          | Aquarell auf Papier                            | Privatsammlung                                                                      |                            |                            |                |
| 1930         | South Truro Post Office II                                                                         | W-262          | Aquarell auf Papier                            | Privatsammlung                                                                      |                            |                            |                |
| 1930         | Wellfleet Bridge                                                                                   | W-263          | Aquarell auf Papier                            | Privatsammlung                                                                      |                            |                            |                |
| 1930         | South Truro Church                                                                                 | W-264          | Aquarell auf Papier                            | Estate of Kathleen G. Heintz                                                        |                            |                            |                |
| 1930         | House on Hill Top                                                                                  | W-265          | Aquarell auf Papier                            | Sammlung von Dr. and Mrs. Meyer P. Potamkin                                         |                            |                            |                |
| 1931         | Hotel Room                                                                                         | O-280          | Öl auf Leinwand                                | Fundación Colección Thyssen-Bornemisza                                              | Madrid                     | 594 (1977.110)             | 152,4 × 165,7  |
| 1931         | The Camel’s Hump                                                                                   | O-281          | Öl auf Leinwand                                | Munson-Williams-Proctor Institute, Museum of Art                                    | Utica, New York            |                            | 81,9 × 127,6   |
| 1931         | New York, New Haven and Hartford                                                                   | O-282          | Öl auf Leinwand                                | Indianapolis Museum of Art                                                          | Indianapolis, Indiana      |                            | 81,3 × 127     |
| 1931         | The Barber Shop                                                                                    | O-283          | Öl auf Leinwand                                | Neuberger Museum of Art, Purchase College, State University of New York             | Purchase, New York         |                            | 152,4 × 198,1  |
| 1931         | Captain Kelly’s House                                                                              | W-266          | Aquarell auf Papier                            | Whitney Museum of American Art                                                      | New York                   | 70.1160                    |                |
| 1931         | Dead Tree and Side of Lombard’s House                                                              | W-267          | Aquarell auf Papier                            | Fundación Colección Thyssen-Bornemisza                                              | Madrid                     | 593 (1976.86)              | 50,8 × 71,2 cm |
| 1931         | Lombard’s House                                                                                    | W-268          | Aquarell auf Papier                            | Privatsammlung                                                                      |                            |                            |                |
| 1931         | Freight Car at Truro                                                                               | W-269          | Aquarell auf Papier                            | Sammlung von Holly and Arthur Magill                                                |                            |                            |                |
| 1931         | High Road                                                                                          | W-270          | Aquarell auf Papier                            | Whitney Museum of American Art                                                      | New York                   | 70.1163                    | 50,8 × 71,1    |
| 1931         | House on Dune Edge                                                                                 | W-271          | Aquarell auf Papier                            | Privatsammlung                                                                      |                            |                            |                |
| 1931         | The Lewis Barn                                                                                     | W-272          | Aquarell auf Papier                            | Estate of Kathleen G. Heintz                                                        |                            |                            |                |
| 1931         | Railroad Warning                                                                                   | W-273          | Aquarell auf Papier                            | Sammlung von Warren and Jane Shapleigh                                              |                            |                            |                |
| 1931         | Rich’s Barn                                                                                        | W-274          | Aquarell auf Papier                            | Privatsammlung                                                                      |                            |                            |                |
| 1931         | Roofs of the Cobb Barn                                                                             | W-275          | Aquarell auf Papier                            | Charles and Marjorie Benton and the Benton Foundation                               |                            |                            |                |
| 1931         | Cobb’s Barns and Distant Houses                                                                    | W-276          | Aquarell auf Papier                            | Whitney Museum of American Art                                                      | New York                   | 70.1081                    |                |
| 1931         | The Schuman House                                                                                  | W-277          | Aquarell auf Papier                            | Privatsammlung                                                                      |                            |                            |                |
| 1931         | Scrub Pines                                                                                        | W-278          | Aquarell auf Papier                            | Verschollen / Verbleib unklar                                                       |                            |                            |                |
| 1931         | Wellfleet Road                                                                                     | W-279          | Aquarell auf Papier                            | Privatsammlung                                                                      |                            |                            |                |
| 1932         | Room in Brooklyn                                                                                   | O-284          | Öl auf Leinwand                                | Museum of Fine Arts, The Hayden Collection                                          | Boston, Massachusetts      |                            | 73,3 × 85,7    |
| 1932         | Room in New York                                                                                   | O-285          | Öl auf Leinwand                                | F. M. Hall Collection, Sheldon Memorial Art Gallery, University of Nebraska-Lincoln | Lincoln, Nebraska          |                            | 73,7 × 91,4    |
| 1932         | Dauphinée House                                                                                    | O-286          | Öl auf Leinwand                                | ACA Galleries                                                                       | New York/München           |                            | 86,4 × 127,6   |
| 1932         | Mrs. Scott’s House                                                                                 | O-287          | Öl auf Leinwand                                | Maier Museum of Art, Randolph-Macon Woman’s College                                 | Lynchburg, Virginia        |                            |                |
| 1932         | City Roofs                                                                                         | O-288          | Öl auf Leinwand                                | Sammlung von Mr. and Mrs. Mo Ostin                                                  |                            |                            |                |
| 1932         | Back of the Freight Station                                                                        | W-280          | Aquarell auf Papier                            | Sammlung von the Canajoharie Library and Art Gallery                                |                            |                            |                |
| 1932         | House at Eastham                                                                                   | W-281          | Aquarell auf Papier                            | Sammlung von Barbara B. Millhouse                                                   |                            |                            |                |
| 1932         | House Back of Dunes                                                                                | W-282          | Aquarell auf Papier                            | Privatsammlung                                                                      |                            |                            |                |
| 1932         | House with Dead Trees                                                                              | W-283          | Aquarell auf Papier                            | Privatsammlung                                                                      |                            |                            |                |
| 1932         | Kelly Jenness House                                                                                | W-284          | Aquarell auf Papier                            | Privatsammlung                                                                      |                            |                            |                |
| 1932         | Locust Trees                                                                                       | W-285          | Aquarell auf Papier                            | Addison Gallery of American Art, Phillips Academy                                   | Andover, Massachusetts     |                            |                |
| 1932         | Marshall’s House                                                                                   | W-286          | Aquarell auf Papier                            | Wadsworth Atheneum                                                                  | Hartford, Connecticut      |                            |                |
| 1932         | Railroad Embankment                                                                                | W-287          | Aquarell auf Papier                            | Privatsammlung                                                                      |                            |                            |                |
| 1933         | Ryders House                                                                                       | O-290          | Öl auf Leinwand                                | National Museum of American Art, Smithsonian Institution                            | Washington, D.C.           | 1981.76                    | 91,6 × 127     |
| 1933         | Capron House                                                                                       | W-288          | Aquarell auf Papier                            | Whitney Museum of American Art                                                      | New York                   | 70.1085                    |                |
| 1933         | Cold Storage Plant                                                                                 | W-289          | Aquarell auf Papier                            | The Fogg Art Museum, Harvard University Art Museums                                 | Cambridge, Massachusetts   |                            |                |
| 1933         | Cottages at Wellfleet                                                                              | W-290          | Aquarell auf Papier                            | The Warner Collection of Gulf States Paper Corporation                              | Tuscaloosa, Alabama        |                            |                |
| 1934         | Cape Cod Sunset                                                                                    | O-291          | Öl auf Leinwand                                | Whitney Museum of American Art                                                      | New York                   | 70.1166                    | 73,3 × 91,1    |
| 1934         | Street Scene, Gloucester                                                                           | O-292          | Öl auf Leinwand                                | Cincinnati Art Museum                                                               | Cincinnati, Ohio           | 1959.49                    |                |
| 1934         | Dawn before Gettysburg                                                                             | O-293          | Öl auf Leinwand                                | The Warner Collection of Gulf States Paper Corporation                              | Tuscaloosa, Alabama        |                            |                |
| 1934         | East Wind over Weehawken                                                                           | O-294          | Öl auf Leinwand                                | Pennsylvania Academy of the Fine Arts                                               | Philadelphia, Pennsylvania | 1952.12                    |                |
| 1934         | The Forked Road                                                                                    | W-291          | Aquarell auf Papier                            | Des Moines Art Center Permanent Collection                                          | Des Moines, Iowa           | 1958.2                     |                |
| 1934         | Hill and Cow                                                                                       | W-292          | Aquarell auf Papier                            | Munson-Williams-Proctor Institute                                                   | Utica, New York            |                            |                |
| 1934         | House on Pamet River                                                                               | W-293          | Aquarell auf Papier                            | Whitney Museum of American Art                                                      | New York                   | Purchase 36.20             | 50,2 × 63,5    |
| 1934         | Pamet River Road                                                                                   | W-294          | Aquarell auf Papier                            | Evansville Museum of Arts and Science                                               | Evansville, Indiana        |                            |                |
| 1934         | Jenness House Looking North                                                                        | W-295          | Aquarell auf Papier                            | The John and Mable Ringling Museum of Art                                           | Sarasota, Florida          |                            |                |
| 1934         | Jenness House III                                                                                  | W-296          | Aquarell auf Papier                            | Privatsammlung                                                                      |                            |                            |                |
| 1934         | Jenness House IV                                                                                   | W-297          | Aquarell auf Papier                            | The Fogg Art Museum, Harvard University Art Museums                                 | Cambridge, Massachusetts   |                            |                |
| 1934         | Longnook Valley                                                                                    | W-298          | Aquarell auf Papier                            | Whitney Museum of American Art                                                      | New York                   | 70.1161                    |                |
| 1934         | Docked Freighter and Tugboat                                                                       | W-299          | Aquarell auf Papier                            | Whitney Museum of American Art                                                      | New York                   | 70.1095                    |                |
| 1934         | Boatyard                                                                                           | W-300          | Aquarell auf Papier                            | Whitney Museum of American Art                                                      | New York                   | 70.1111                    |                |
| 1934         | Country Bridge                                                                                     | W-301          | Aquarell auf Papier                            | Whitney Museum of American Art                                                      | New York                   | 70.1100                    |                |
| 1934         | Cove with Cliffs                                                                                   | W-302          | Aquarell auf Papier                            | Whitney Museum of American Art                                                      | New York                   | 70.1108                    |                |
| 1934         | Jo Sketching in the Truro House                                                                    | W-303          | Aquarell auf Papier                            | Whitney Museum of American Art                                                      | New York                   | 70.1106                    |                |
| 1935         | House at Dusk                                                                                      | O-295          | Öl auf Leinwand                                | Virginia Museum of Fine Arts                                                        | Richmond, Virginia         |                            | 92,1 × 127     |
| 1935         | Macomb’s Dam Bridge                                                                                | O-296          | Öl auf Leinwand                                | The Brooklyn Museum                                                                 | Brooklyn, New York         |                            | 88,9 × 152,8   |
| 1935         | Clamdigger                                                                                         | O-297          | Öl auf Leinwand                                | Verschollen                                                                         |                            |                            |                |
| 1935         | Shakespeare at Dusk                                                                                | O-298          | Öl auf Leinwand                                | Sammlung von Carl D. Lobell                                                         |                            |                            | 43,2 × 63,5    |
| 1935         | The Long Leg                                                                                       | O-299          | Öl auf Leinwand                                | Henry E. Huntington Library and Art Gallery, Virginia Steel Scott Collection        | San Marino, California     |                            | 50,8 × 76,8    |
| 1935         | House with Big Pine                                                                                | W-304          | Aquarell auf Papier                            | Sammlung von Mr. and Mrs. Albert Hackett                                            |                            |                            |                |
| 1935         | Yawl Riding a Swell                                                                                | W-305          | Aquarell über Kohle auf Papier                 | Worcester Art Museum                                                                | Worcester, Massachusetts   | 1.935.145                  | 50,5 × 70,5    |
| 1935         | Jo Seated                                                                                          | W-306          | Aquarell auf Papier                            | Whitney Museum of American Art                                                      | New York                   | 70.1156                    |                |
| 1936         | Jo Painting                                                                                        | O-300          | Öl auf Leinwand                                | Whitney Museum of American Art                                                      | New York                   | 70.1171                    | 45,7 × 40,6    |
| 1936         | The Circle Theatre                                                                                 | O-301          | Öl auf Leinwand                                | Privatsammlung                                                                      |                            |                            |                |
| 1936         | Cape Cod Afternoon                                                                                 | O-302          | Öl auf Leinwand                                | Carnegie Museum of Art                                                              | Pittsburgh, Pennsylvania   |                            | 86,8 × 127,2   |
| 1936         | House with a Rain Barrel                                                                           | W-307          | Aquarell auf Papier                            | Ball State University Museum of Art                                                 | Muncie, Indiana            |                            |                |
| 1936         | Near the Back Shore                                                                                | W-308          | Aquarell auf Papier                            | Privatsammlung                                                                      |                            |                            |                |
| 1936         | Oaks at Eastham                                                                                    | W-309          | Aquarell auf Papier                            | Privatsammlung                                                                      |                            |                            |                |
| 1936         | Spindley Locusts                                                                                   | W-310          | Aquarell auf Papier                            | Privatsammlung                                                                      |                            |                            |                |
| 1936         | Towards Boston                                                                                     | W-311          | Aquarell auf Papier                            | Privatsammlung                                                                      |                            |                            |                |
| 1936         | Mountain Meadow                                                                                    | W-312          | Aquarell auf Papier                            | The Parrish Art Museum                                                              | Southampton, New York      |                            |                |
| 1936         | Vermont Hillside                                                                                   | W-313          | Aquarell auf Papier                            | Spanierman Gallery                                                                  | New York                   |                            |                |
| 1936         | Vermont Landscape                                                                                  | W-314          | Aquarell auf Papier                            | Whitney Museum of American Art                                                      | New York                   | 70.1087                    |                |
| 1937         | The Sheridan Theatre                                                                               | O-303          | Öl auf Leinwand                                | The Newark Museum                                                                   | Newark, New Jersey         |                            | 43,5 × 64,1    |
| 1937         | French Six-day Rider                                                                               | O-304          | Öl auf Leinwand                                | Sammlung von Mr. and Mrs. Albert Hackett                                            |                            |                            |                |
| 1937         | Five a.m.                                                                                          | O-305          | Öl auf Leinwand                                | Wichita Art Museum                                                                  | Wichita                    | M4.39                      |                |
| 1937         | Cobb’s Farm, Old Country Road                                                                      | W-315          | Aquarell auf Papier                            | Privatsammlung                                                                      |                            |                            |                |
| 1937         | Mouth of Pamet River, Full Tide                                                                    | W-316          | Aquarell auf Papier                            | Privatsammlung                                                                      | Washington, D.C.           |                            |                |
| 1937         | Shacks at Pamet Head                                                                               | W-317          | Aquarell auf Papier                            | Privatsammlung                                                                      | New York                   |                            | 50,8 × 55,9    |
| 1937         | Route 14, Vermont                                                                                  | W-318          | Aquarell auf Papier                            | Sammlung von Mr. and Mrs. Richard M. Levin                                          |                            |                            |                |
| 1937         | Gravel Barm, White River                                                                           | W-319          | Aquarell auf Papier                            | Neuberger Museum of Art, Purchase College, State University of New York             | New York                   |                            |                |
| 1937         | White River at Royalton                                                                            | W-320          | Aquarell auf Papier                            | Privatsammlung                                                                      |                            |                            |                |
| 1937         | White River at Sharon                                                                              | W-321          | Aquarell auf Papier                            | National Museum of American Art, Smithsonian Institution                            | Washington, D.C.           |                            |                |
| 1938         | Compartment C Car 293                                                                              | O-306          | Öl auf Leinwand                                | Collection IBM Corporation                                                          | Armonk, New York           |                            | 50,8 × 45,7    |
| 1938         | Sugar Maple                                                                                        | W-322          | Aquarell auf Papier                            | Sammlung von Barbaralee Diamonstein and Carl Spielvogel                             |                            |                            |                |
| 1938         | Bob Slater’s Hill                                                                                  | W-323          | Aquarell auf Papier                            | The Huntington Museum of Art                                                        | Huntington, West Virginia  |                            |                |
| 1938         | First Branch of the White River                                                                    | W-324          | Aquarell auf Papier                            | Museum of Fine Arts                                                                 | Boston, Massachusetts      |                            |                |
| 1938         | Rain on River                                                                                      | W-325          | Aquarell auf Papier                            | Sammlung von Peggy and David Steine                                                 |                            |                            |                |
| 1938         | Vermont Sugar House                                                                                | W-326          | Aquarell auf Papier                            | Sammlung von Barbaralee Diamonstein and Carl Spielvogel                             |                            |                            |                |
| 1938         | Windy Day                                                                                          | W-327          | Aquarell auf Papier                            | Sammlung von Mr. and Mrs. William S. Beinecke                                       |                            |                            |                |
| 1938         | Trees on a Hill                                                                                    | W-328          | Aquarell auf Papier                            | Whitney Museum of American Art                                                      | New York                   | 70.1105                    |                |
| 1938         | Landscape with Trees                                                                               | W-329          | Aquarell auf Papier                            | Whitney Museum of American Art                                                      | New York                   | 70.1083                    |                |
| 1938         | Landscape with Tower                                                                               | W-330          | Aquarell auf Papier                            | Whitney Museum of American Art                                                      | New York                   | 70.1082                    |                |
| 1938         | Crossing at Eastham                                                                                | W-331          | Aquarell auf Papier                            | Privatsammlung                                                                      |                            |                            |                |
| 1938         | Cottages at North Truro                                                                            | W-332          | Aquarell auf Papier                            | Sammlung von Mr. and Mrs. Barney A. Ebsworth                                        |                            |                            |                |
| 1939         | New York Movie                                                                                     | O-307          | Öl auf Leinwand                                | The Museum of Modern Art                                                            | New York                   |                            | 81,9 × 101,9   |
| 1939         | Bridle Path                                                                                        | O-308          | Öl auf Leinwand                                | San Francisco Museum of Modern Art                                                  | San Francisco, California  | 76.174                     | 72,1 × 107     |
| 1939         | Cape Cod Evening                                                                                   | O-309          | Öl auf Leinwand                                | National Gallery of Art, Gift of Herbert A. Goldstone                               | Washington, D.C.           | 1982.76.6                  | 76,2 × 101,6   |
| 1939         | Ground Swell                                                                                       | O-310          | Öl auf Leinwand                                | National Gallery of Art, Corcoran Collection                                        | Washington, D.C.           | 2014.79.23                 | 92,7 × 127,6   |
| 1939         | The MacArthurs’ Home “Pretty Penny”                                                                | O-311          | Öl auf Leinwand                                | Smith College Museum of Art                                                         | Northampton, Massachusetts | 1965:04:00                 | 74,9 × 101,6   |
| 1940         | Office at Night                                                                                    | O-312          | Öl auf Leinwand                                | Walker Art Center                                                                   | Minneapolis, Minnesota     |                            | 56,4 × 63,8    |
| 1940         | Studie zu Office at Night                                                                          |                | Conté-Kreide auf Papier                        | Whitney Museum of American Art                                                      | New York                   | 70.166a                    | 21,6 × 27,9    |
| 1940         | Studie zu Office at Night                                                                          |                | Conté-Kreide auf Papier                        | Whitney Museum of American Art                                                      | New York                   | 70.167                     | 21,6 × 27,9    |
| 1940         | Studie zu Office at Night                                                                          |                | Conté-Kreide auf Papier                        | Whitney Museum of American Art                                                      | New York                   | 70.168                     | 21,6 × 27,9    |
| 1940         | Studie zu Office at Night                                                                          |                | Conté-Kreide auf Papier                        | Whitney Museum of American Art                                                      | New York                   | 70.169                     | 21,6 × 27,9    |
| 1940         | Studie zu Office at Night                                                                          |                | Conté-Kreide und Kohle, weiß gehöht auf Papier | Whitney Museum of American Art                                                      | New York                   | 70.341                     | 38,4 × 46,7    |
| 1940         | Studie zu Office at Night                                                                          |                | Conté-Kreide und Kohle, weiß gehöht auf Papier | Whitney Museum of American Art                                                      | New York                   | 70.340                     | 38,1 × 49,9    |
| 1940         | Light Battery at Gettysburg                                                                        | O-313          | Öl auf Leinwand                                | Nelson-Atkins Museum of Art                                                         | Kansas City, Missouri      |                            |                |
| 1940         | House by a Road                                                                                    | O-314          | Öl auf Leinwand                                | Arizona State University Art Museum, Oliver B. James Collection of American Art     | Tempe                      |                            | 48,3 × 68,6    |
| 1940         | House on the Cape                                                                                  | O-314A         | Öl auf Karton                                  | Hunter Museum of American Art                                                       | Chattanooga, Tennessee     |                            |                |
| 1940         | Gas                                                                                                | O-315          | Öl auf Leinwand                                | The Museum of Modern Art, Mrs Simon Guggenheim Fund                                 | New York                   |                            | 76,7 × 102,2   |
| 1940         | Vorstudie zu Gas                                                                                   |                | Kreide und Kohle, weiß gehöht auf Papier       | Whitney Museum of American Art                                                      | New York                   | 70.349                     | 38,1 × 56,2    |
| 1941         | Portrait                                                                                           | O-316          | Öl auf Holz                                    | Privatsammlung                                                                      |                            |                            |                |
| 1941         | Head of a Man                                                                                      | O-317          | Öl auf Holz                                    | Whitney Museum of American Art                                                      | New York                   | 70.1653                    |                |
| 1941         | Man with Beard                                                                                     | O-318          | Öl auf Holz                                    | Whitney Museum of American Art                                                      | New York                   | 70.1652                    |                |
| 1941         | Girlie Show                                                                                        | O-319          | Öl auf Leinwand                                | Privatsammlung                                                                      |                            |                            | 81,3 × 96,5    |
| 1941         | Lee Shore                                                                                          | O-320          | Öl auf Leinwand                                | Privatsammlung                                                                      |                            |                            | 71,8 × 109,2   |
| 1941         | Route 6, Eastham                                                                                   | O-321          | Öl auf Leinwand                                | Sheldon Swope Art Museum                                                            | Terre Haute, Indiana       |                            | 69,9 × 97,2    |
| 1941         | House at San Mateo                                                                                 | W-333          | Aquarell auf Papier                            | Sammlung von Agnes Albert                                                           |                            |                            |                |
| 1941         | Oregon Coast                                                                                       | W-334          | Aquarell auf Papier                            | Sammlung von Steven Oifer                                                           |                            |                            |                |
| 1941         | Shoshone Cliffs, Wyoming                                                                           | W-335          | Aquarell auf Papier                            | The Butler Institute of American Art                                                | Youngstown, Ohio           |                            |                |
| 1942         | Nighthawks                                                                                         | O-322          | Öl auf Leinwand                                | The Art Institute of Chicago, Friends of American Art Collection                    | Chicago, Illinois          | 1942.51                    | 76,2 × 144     |
| 1942         | Studie zu Nighthawks                                                                               |                | Conté-Kreide auf Papier                        | Whitney Museum of American Art                                                      | New York                   | 70.190                     | 18,4 × 11,4    |
| 1942         | Studie zu Nighthawks                                                                               |                | Conté-Kreide auf Papier                        | Whitney Museum of American Art                                                      | New York                   | 70.193                     | 21,6 × 27,9    |
| 1942         | Studie zu Nighthawks                                                                               |                | Conté-Kreide auf Papier                        | Whitney Museum of American Art                                                      | New York                   | 70.192                     | 11,4 × 18,4    |
| 1942         | Studie zu Nighthawks                                                                               |                | Conté-Kreide auf Papier                        | Whitney Museum of American Art                                                      | New York                   | 70.253                     | 20,3 × 20,3    |
| 1942         | Studie zu Nighthawks                                                                               |                | Conté-Kreide auf Papier                        | Whitney Museum of American Art                                                      | New York                   | 70.189                     | 18,4 × 11,4    |
| 1942         | Studie zu Nighthawks                                                                               |                | Conté-Kreide auf Papier                        | Whitney Museum of American Art                                                      | New York                   | 70.256                     | 38,4 × 28,1    |
| 1942         | Studie zu Nighthawks                                                                               |                | Conté-Kreide auf Papier                        | Whitney Museum of American Art                                                      | New York                   | 70.195                     | 21,6 × 27,9    |
| 1942         | Studie zu Nighthawks                                                                               |                | Kreide auf Papier                              | Sammlung Mr. and Mrs R. Blum                                                        |                            |                            | 19,7 × 35,6    |
| 1942         | Dawn in Pennsylvania                                                                               | O-323          | Öl auf Leinwand                                | Terra Museum of American Art, Daniel J. Terra Collection                            | Chicago, Illinois          | 181.986                    | 62,2 × 112,4   |
| 1942         | Mowfield Plantation                                                                                | W-336          | Aquarell auf Karton                            | Ackland Art Museum, The University of North Carolina at Chapel Hill                 | Chapel Hill                |                            |                |
| 1942         | Cobb House                                                                                         | W-337          | Aquarell auf Papier                            | Worcester Art Museum                                                                | Worcester, Massachusetts   |                            |                |
| 1942         | Four Dead Trees                                                                                    | W-338          | Aquarell auf Papier                            | Privatsammlung                                                                      |                            |                            |                |
| 1943         | Hotel Lobby                                                                                        | O-324          | Öl auf Leinwand                                | Indianapolis Museum of Art                                                          | Indianapolis, Indiana      |                            | 82,6 × 103,5   |
| 1943         | Summertime                                                                                         | O-325          | Öl auf Leinwand                                | Delaware Art Museum                                                                 | Wilmington, Delaware       |                            | 74 × 111,8     |
| 1943         | Vorstudie zu Summertime                                                                            |                | Kreide auf Papier                              | Whitney Museum of American Art                                                      | New York                   | 70.460                     | 22,5 × 30,2    |
| 1943         | Vorstudie zu Summertime                                                                            |                | Kreide auf Papier                              | Whitney Museum of American Art                                                      | New York                   | 70.458                     | 21,6 × 27,9    |
| 1943         | Palms at Saltillo                                                                                  | W-339          | Aquarell auf Papier                            | Privatsammlung                                                                      |                            |                            |                |
| 1943         | Saltillo Rooftops                                                                                  | W-340          | Aquarell und Gouache auf Papier                | The Carnegie Museum of Art                                                          | Pittsburgh, Pennsylvania   |                            |                |
| 1943         | Sierra Madre at Saltillo                                                                           | W-341          | Aquarell auf Papier                            | Privatsammlung                                                                      |                            |                            |                |
| 1943         | Saltillo Mansion                                                                                   | W-342          | Aquarell auf Papier                            | The Metropolitan Museum of Art                                                      | New York                   |                            | 54 × 68,9      |
| 1943         | Monterrey Cathedral                                                                                | W-343          | Aquarell auf Papier                            | Philadelphia Museum of Art                                                          | Philadelphia, Pennsylvania |                            |                |
| 1943         | Sierra Madre at Monterrey                                                                          | W-344          | Aquarell auf Papier                            | Verschollen / Verbleib unklar                                                       |                            |                            |                |
| 1944         | Morning in a City                                                                                  | O-326          | Öl auf Leinwand                                | Williams College Museum of Art                                                      | Williamstown               |                            | 112,6 × 151,9  |
| 1944         | Vorstudie zu Morning in a City                                                                     |                | Kreide auf Papier                              | Whitney Museum of American Art                                                      | New York                   | 70.294                     | 56,2 × 38,1    |
| 1944         | The Martha McKeen of Wellfleet                                                                     | O-327          | Öl auf Leinwand                                | Thyssen-Bornemisza-Sammlung                                                         | Lugano, Schweiz            |                            |                |
| 1944         | Solitude #56                                                                                       | O-328          | Öl auf Leinwand                                | Privatsammlung                                                                      |                            |                            | 81,3 × 127     |
| 1944         | Vorstudie für Solitude                                                                             |                | Kreide auf Papier                              | Whitney Museum of American Art                                                      | New York                   | 70.855                     | 38,3 × 56,2    |
| 1945         | August in the City                                                                                 | O-329          | Öl auf Leinwand                                | Collection of the Norton Gallery of Art                                             | West Palm Beach, Florida   |                            | 58,4 × 76,2    |
| 1945         | Rooms for Tourists                                                                                 | O-330          | Öl auf Leinwand                                | Yale University Art Gallery                                                         | New Haven, Connecticut     | B. A. 1903                 | 76,8 × 107     |
| 1945         | Two Puritans                                                                                       | O-331          | Öl auf Leinwand                                | Privatsammlung                                                                      |                            |                            | 76,2 × 101,6   |
| 1946         | Approaching a City                                                                                 | O-332          | Öl auf Leinwand                                | The Phillips Collection                                                             | Washington, D.C.           |                            | 68,9 × 91,4    |
| 1946         | Studie zu Approaching a City                                                                       |                | Kreide auf Papier                              | Whitney Museum of American Art                                                      | New York                   | 70.869                     | 66 × 106,7     |
| 1946         | Cape Cod in October                                                                                | O-333          | Öl auf Leinwand                                | Sammlung von Loretta und Robert K. Lifton                                           |                            |                            | 66 × 106,7     |
| 1946         | El Palacio                                                                                         | W-345          | Aquarell auf Papier                            | Whitney Museum of American Art                                                      | New York                   | Exchange 50.2              | 52,7 × 72,7    |
| 1946         | Church of San Esteban                                                                              | W-346          | Aquarell auf Papier                            | The Metropolitan Museum of Art                                                      | New York                   |                            |                |
| 1946         | Construction in Mexico                                                                             | W-347          | Aquarell auf Papier                            | Verschollen / Verbleib unklar                                                       |                            |                            |                |
| 1946         | Roofs, Saltillo                                                                                    | W-348          | Aquarell auf Papier                            | Whitney Museum of American Art                                                      | New York                   | 70.1162                    |                |
| 1946         | Mount Moran                                                                                        | W-349          | Aquarell auf Papier                            | Forbes Magazine Collection                                                          | New York                   |                            |                |
| 1946         | Jo in Wyoming                                                                                      | W-350          | Aquarell auf Papier                            | Whitney Museum of American Art                                                      | New York                   | 70.1159                    | 35,4 × 50,8    |
| 1946         | Slopes of Grand Teton                                                                              | W-351          | Aquarell auf Papier                            | Whitney Museum of American Art                                                      | New York                   | 70.1116                    |                |
| 1947         | Corn Belt City                                                                                     | O-334          | Öl auf Leinwand                                | verbrannt 1975                                                                      |                            |                            |                |
| 1947         | Pennsylvania Coal Town                                                                             | O-335          | Öl auf Leinwand                                | The Butler Institute of American Art                                                | Youngstown, Ohio           |                            | 71,1 × 101,6   |
| 1947         | Summer Evening                                                                                     | O-336          | Öl auf Leinwand                                | Privatsammlung                                                                      |                            |                            | 76,2 × 106,7   |
| 1948         | Seven a.m.                                                                                         | O-337          | Öl auf Leinwand                                | Whitney Museum of American Art                                                      | New York                   | Purchase and Exchange 50.8 | 76,2 × 101,6   |
| 1948         | Church in Eastham                                                                                  | W-352          | Aquarell auf Papier                            | Whitney Museum of American Art                                                      | New York                   | 70.1086                    | 50,5 × 63,4    |
| 1949         | Conference at Night                                                                                | O-338          | Öl auf Leinwand                                | Wichita Art Museum                                                                  | Wichita, Kansas            |                            | 72,1 × 102,6   |
| 1949         | Stairway                                                                                           | O-339          | Öl auf Holz                                    | Whitney Museum of American Art                                                      | New York                   | 70.1265                    | 40,6 × 30,2    |
| 1949         | High Noon                                                                                          | O-340          | Öl auf Leinwand                                | Dayton Art Institute                                                                | Dayton, Ohio               |                            | 69,9 × 100,3   |
| 1949         | Summer in the City                                                                                 | O-341          | Öl auf Leinwand                                | Privatsammlung                                                                      |                            |                            |                |
| 1950         | Portrait of Orleans                                                                                | O-342          | Öl auf Leinwand                                | Fine Arts Museums of San Francisco                                                  | San Francisco, California  |                            | 66 × 101,6     |
| 1950         | Cape Cod Morning                                                                                   | O-343          | Öl auf Leinwand                                | National Museum of American Art, Smithsonian Institution                            | Washington, D.C.           |                            | 86,7 × 102,2   |
| 1951         | First Row Orchestra                                                                                | O-344          | Öl auf Leinwand                                | Hirshhorn Museum / Sculpture Garden, Smithsonian Institution                        | Washington, D.C.           |                            | 79 × 101,9     |
| 1951         | Rooms by the Sea                                                                                   | O-345          | Öl auf Leinwand                                | Yale University Art Gallery                                                         | New Haven, Connecticut     |                            | 73,7 × 101,9   |
| 1952         | Morning Sun                                                                                        | O-346          | Öl auf Leinwand                                | Columbus Museum of Art                                                              | Columbus, Ohio             |                            | 71,4 × 101,9   |
| 1952         | Studie zu Morning Sun                                                                              |                | Conté-Kreide auf Papier                        | Whitney Museum of American Art                                                      | New York                   | 70.291                     | 30,5 × 48,1    |
| 1952         | Hotel by the Railroad                                                                              | O-347          | Öl auf Leinwand                                | Hirshhorn Museum / Sculpture Garden, Smithsonian Institution                        | Washington, D.C.           |                            | 79,4 × 101,9   |
| 1952         | Sea Watchers                                                                                       | O-348          | Öl auf Leinwand                                | Privatsammlung                                                                      |                            |                            | 76,2 × 101,6   |
| 1953         | Office in a Small City                                                                             | O-349          | Öl auf Leinwand                                | The Metropolitan Museum of Art                                                      | New York                   |                            | 71,1 × 101,6   |
| 1953         | Cliffs near Mitla, Oaxaca                                                                          | W-353          | Aquarell auf Papier                            | Privatsammlung                                                                      |                            |                            |                |
| 1953         | Mountains at Guanajuato                                                                            | W-354          | Aquarell auf Papier                            | Yale University Art Gallery                                                         | New Haven, Connecticut     |                            |                |
| 1954         | City Sunlight                                                                                      | O-350          | Öl auf Leinwand                                | Hirshhorn Museum / Sculpture Garden, Smithsonian Institution                        | Washington, D.C.           |                            | 71,6 × 109,9   |
| 1955         | South Carolina Morning                                                                             | O-351          | Öl auf Leinwand                                | Whitney Museum of American Art                                                      | New York                   | 67.13                      | 76,2 × 101,6   |
| 1956         | Hotel Window                                                                                       | O-352          | Öl auf Leinwand                                | The Forbes Magazine Collection                                                      | New York                   |                            | 101,6 × 139,7  |
| 1956         | Sunlight on Brownstones                                                                            | O-353          | Öl auf Leinwand                                | Wichita Art Museum                                                                  | Wichita, Kansas            |                            | 77,2 × 102     |
| 1956         | Four Lane Road                                                                                     | O-354          | Öl auf Leinwand                                | Privatsammlung                                                                      |                            |                            | 69,9 × 105,4   |
| 1957         | Western Motel                                                                                      | O-355          | Öl auf Leinwand                                | Yale University Art Gallery                                                         | New Haven, Connecticut     |                            | 76,8 × 127,3   |
| 1957         | California Hills                                                                                   | W-355          | Aquarell auf Papier                            | Hallmark Fine Art Collection, Hallmark Cards, Inc.                                  | Kansas City, Missouri      |                            | 54,6 × 74,3    |
| 1958         | Sunlight in a Cafeteria                                                                            | O-356          | Öl auf Leinwand                                | Yale University Art Gallery                                                         | New Haven, Connecticut     |                            | 102,2 × 152,7  |
| 1959         | November, Washington Square                                                                        | O-289          | Öl (1932 begonnen)                             | Santa Barbara Museum of Art, Preston Morton Collection                              | Santa Barbara, California  |                            | 86,7 × 127,6   |
| 1959         | Excursion into Philosophy                                                                          | O-357          | Öl auf Leinwand                                | Sammlung von Richard M. Cohen                                                       |                            |                            | 76,2 × 101,6   |
| 1960         | People in the Sun                                                                                  | O-358          | Öl auf Leinwand                                | National Museum of American Art, Smithsonian Institution                            | Washington, D.C.           |                            | 102,6 × 153,4  |
| 1960         | Second Story Sunlight                                                                              | O-359          | Öl auf Leinwand                                | Whitney Museum of American Art                                                      | New York                   | Purchase 60.54             | 101,6 × 127    |
| 1961         | A Woman in the Sun                                                                                 | O-360          | Öl auf Leinwand                                | Whitney Museum of American Art                                                      | New York                   | 84.31                      | 101,6 × 152,4  |
| 1962         | New York Office                                                                                    | O-361          | Öl auf Leinwand                                | Montgomery Museum of Fine Arts, The Blount Collection                               | Montgomery, Alabama        |                            | 101,6 × 139,7  |
| 1962         | Road and Trees                                                                                     | O-362          | Öl auf Leinwand                                | Sammlung von Mr. and Mrs. Daniel W. Dietrich II                                     |                            |                            |                |
| 1962         | Mass of Trees at Eastham                                                                           | W-356          | Aquarell auf Papier                            | Whitney Museum of American Art                                                      | New York                   | 70.1164                    | 53,3 × 73      |
| 1963         | Intermission                                                                                       | O-363          | Öl auf Leinwand                                | Mr. and Mrs. R. Crosby Kemper                                                       |                            |                            | 101,6 × 152,4  |
| 1963         | Sun in an Empty Room                                                                               | O-364          | Öl auf Leinwand                                | Privatsammlung                                                                      |                            |                            | 73 × 100,3     |
| 1965         | Chair Car                                                                                          | O-365          | Öl auf Leinwand                                | Privatsammlung                                                                      |                            |                            | 101,6 × 127    |
| 1965         | Two Comedians                                                                                      | O-366          | Öl auf Leinwand                                | Sammlung von Mr. und Mrs. Frank Sinatra                                             |                            |                            | 73,7 × 101,6   |
| 1965         | Cape Cod Bay                                                                                       | W-357          | Aquarell auf Papier                            | Whitney Museum of American Art                                                      | New York                   | 70.1084                    |                |